# Liga dos Campeões da UEFA
A Liga dos Campeões da UEFA (em inglês: UEFA Champions League) é uma competição anual de futebol em nível continental, organizada pela União das Associações Europeias de Futebol (UEFA) e disputada por clubes da Europa. É uma das competições mais prestigiadas do mundo e a de clubes mais prestigiada no futebol europeu, disputada pelas equipes mais bem classificadas nas respectivas ligas nacionais na temporada anterior, sendo o número de vagas atribuído consoante o coeficiente da UEFA. A final da Liga dos Campeões da UEFA é o evento esportivo anual mais visto em todo o mundo. A final da edição de 2012–13 teve o maior número de audiências até o momento, atraindo 360 milhões de telespectadores.
Introduzida em 1955 como Coupe des Clubs Champions Européens (em francês para Taça dos Clubes Campeões Europeus (português europeu) ou Copa dos Clubes Campeões Europeus (português brasileiro), foi inicialmente uma competição eliminatória apenas aos campeões das ligas nacionais da Europa, com o seu vencedor considerado como o campeão europeu de clubes. Assumiu o nome atual em 1992, acrescentando uma fase de grupos todos contra todos em 1991 e permitindo vários participantes de determinados países desde 1997. Desde então, foi expandido e, embora a maioria das ligas nacionais da Europa ainda só possa inscrever o seu campeão, as ligas mais fortes agora oferecem até quatro equipes. Os clubes em seguida das ligas nacionais que não se qualificam para a Liga dos Campeões, são elegíveis para a competição da Liga Europa da UEFA, a segunda divisão, e, desde 2021, para a Liga Conferência da UEFA, a terceira divisão.
No seu formato atual, a Liga dos Campeões começa em meados de julho com as quatro qualificatórias. As 7 equipes apuradas entram na fase de liga, juntando com outras 29 equipes previamente qualificadas através de seus resultados nas ligas nacionais. As 36 equipes disputam oito jogos contra oito adversários diferentes e para efeitos de classificação são colocadas numa tabela única de pontuação. As equipas classificadas entre o 1º e o 8º lugar apuram-se diretamente para os oitavos de final como cabeças-de-série enquanto as equipas classificadas entre o 9º e o 24º lugar disputam uma pré-eliminatória de ida e volta para apurar as restantes oito equipas apuradas para os oitavos de final. As equipas classificadas abaixo do 25º lugar são eliminadas da competição. Os oitavos, quartos e semifinais são todos disputados em duas mãos (ida e volta). A final é disputada em partida única, em terreno neutro previamente designado em maio ou início de junho. O vencedor da Liga dos Campeões se qualifica para a Liga dos Campeões da temporada seguinte, bem como para a Supertaça da UEFA e para os torneios da FIFA: a Copa Intercontinental e o Mundial de Clubes.
Os clubes espanhóis acumulam o maior número de conquistas (20 conquistas), seguido da Inglaterra (15 conquistas) e Itália (12 conquistas). A Inglaterra tem o maior número de clubes campeões, com seis deles conquistando o título. A competição foi vencida por 23 clubes, 13 dos quais conquistaram por mais de uma vez e oito defenderam o título com sucesso.[carece de fontes?] O Real Madrid é o clube com mais títulos da história da competição, tendo conquistado a competição 15 vezes, incluindo as primeiras cinco temporadas. Apenas um clube venceu todas as suas partidas em uma única competição a caminho de sua conquista: o Bayern de Munique na temporada 2019–20. O Paris Saint-Germain é o atual campeão europeu, tendo derrotado a Inter de Milão por 5-0 na final de 2025 para conquistar o seu primeiro título, aplicando a maior goleada numa final de Liga dos Campeões.

## História

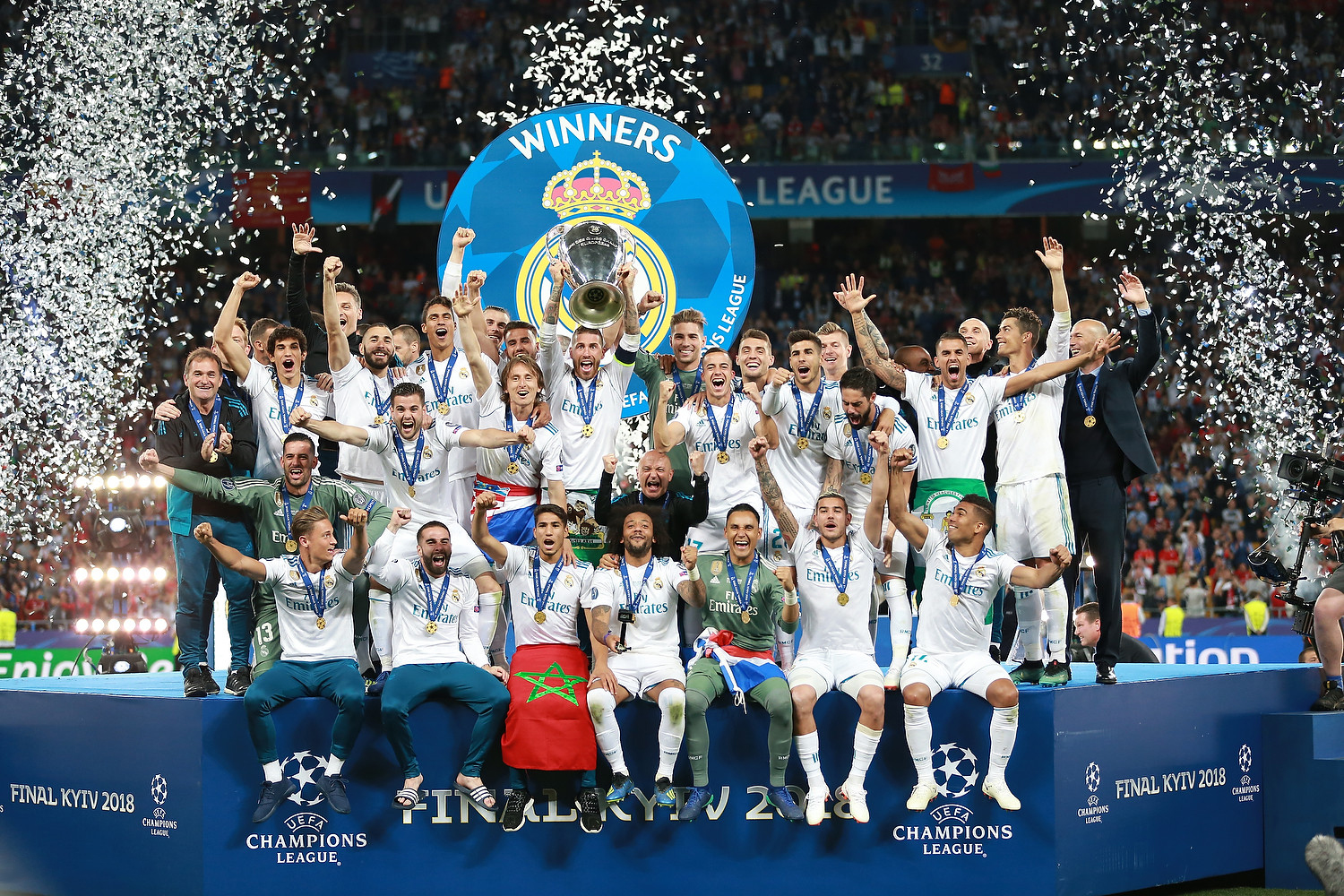
O Real Madrid é o clube de maior sucesso na competição, com um total de 15 títulos conquistados.

A primeira vez que os campeões de duas ligas europeias se encontraram foi no que foi apelidado de 1895 World Championship, quando o campeão inglês Sunderland derrotou o campeão escocês Hearts por 5 a 3. O primeiro torneio pan-europeu foi a Challenge Cup, uma competição entre clubes do Império Austro-Húngaro.[carece de fontes?] Três anos depois, em 1900, os campeões da Bélgica, Holanda e Suíça, que eram as únicas ligas existentes na Europa continental na época, participaram do Coupe Van der Straeten Ponthoz, sendo assim apelidado de "campeonato de clubes do continente" pelos jornais locais.
A Mitropa Cup, uma competição inspirada na Challenge Cup, foi criada em 1927, uma ideia do austríaco Hugo Meisl, e foi disputada entre clubes da Europa Central. Em 1930, a Coupe des Nations, a primeira tentativa de criar uma copa para clubes campeões nacionais da Europa, foi jogada e organizada pelo clube suíço Servette. Realizada em Genebra, reuniu dez campeões de todo o continente. O torneio foi conquistado pela Újpest da Hungria. As nações latino-europeias se uniram para formar a Taça Latina, em 1949.[carece de fontes?]
Segundo um especial Rede Globo da Liga dos Campeões, após receber reportagens de seus jornalistas sobre o bem-sucedido Campeonato Sul-Americano de Campeões de 1948, organizado pelo Colo-Colo e vencido pelo Vasco da Gama, Gabriel Hanot, editor do L'Équipe, começou a propor a criação de um torneio continental. Em entrevistas, Jacques Ferran (um dos fundadores da Taça dos Clubes Campeões Europeus, junto com Gabriel Hanot), disse que o Campeonato Sul-Americano de Campeões foi a inspiração para a Taça dos Clubes Campeões Europeus. No El Mercurio disse que era certa a inspiração, mas desmentiu para o periodista Florent Torchut as várias publicações de que tinha acompanhado o evento em Ñuñoa. Depois que Stan Cullis declarou o Wolverhampton Wanderers "campeão do mundo" após uma série de amistosos bem-sucedidos na década de 1950, em particular uma vitória amistosa por 3 a 2 contra o Budapest Honvéd, Hanot finalmente conseguiu convencer a UEFA a colocar em prática tal torneio. Já para o La Stampa, o Torneio dos Campeões de 1951 foi quem inspirou os franceses na criação da Copa dos Campeões. "A ideia de um campeonato mundial, ou pelo menos, europeu de clubes […] merece ser lançada. Estamos arriscando", escreveu Hanot. A ideia teve todo o apoio do proprietário e diretor do L'Équipe, Jacques Goddet. Já Jacques de Ryswick, o chefe de coluna de futebol do jornal francês, avançava rapidamente no seu projeto de "campeonato europeu de clubes". O seu colega Jacques Ferran foi encarregado de elaborar regulamentos. Por fim, foi concebida em Paris em 1955 como a Taça dos Clubes Campeões Europeus, e que em 1992, foi renomeada para Liga dos Campeões da UEFA.
Em 2019, a UEFA passou a adotar o sistema de árbitro de vídeo (VAR) a partir da fase preliminar da competição do ano.

## Formato

### Qualificação

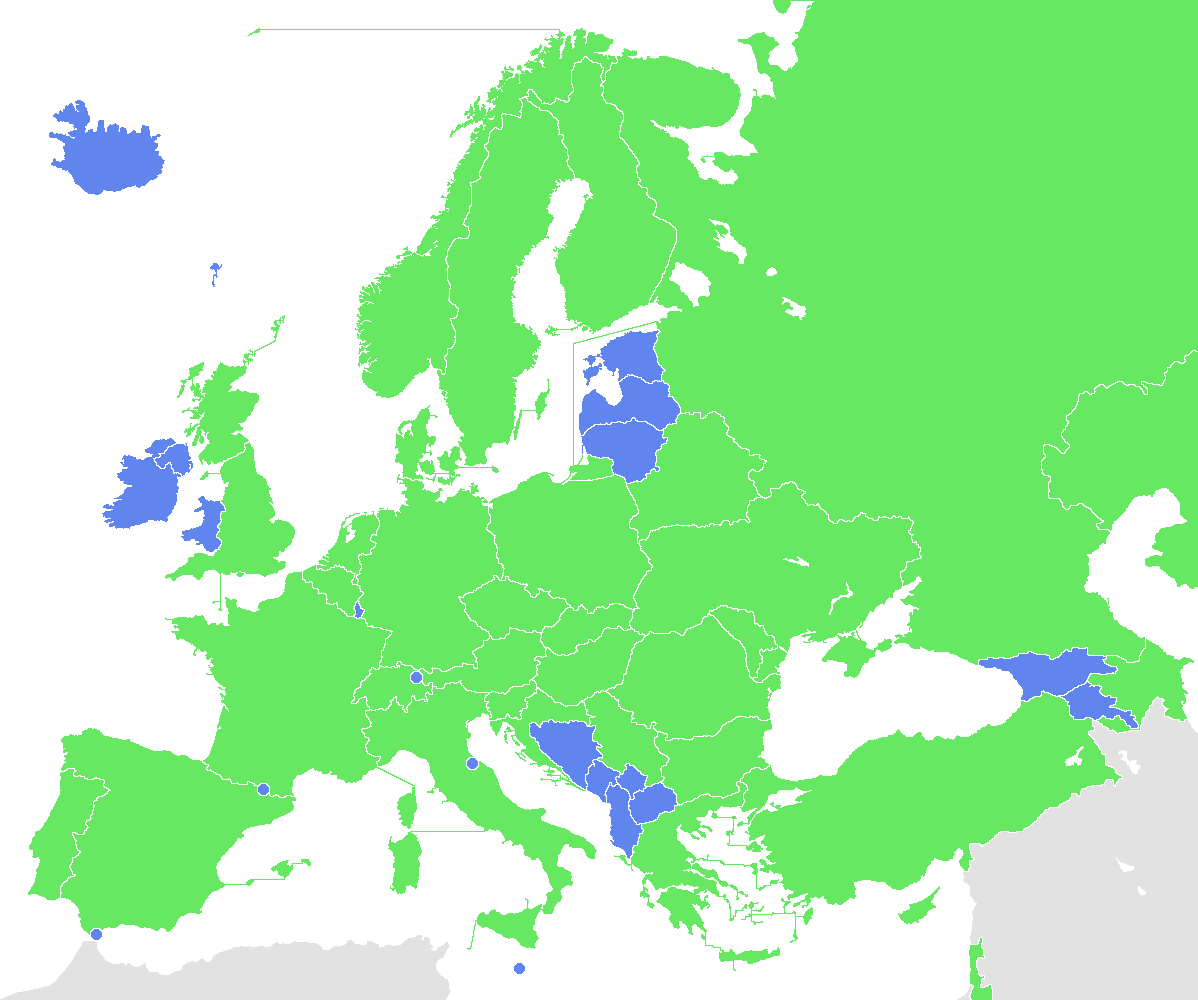
Mapa dos países da UEFA cujos times alcançaram a fase de grupos da Liga dos Campeões da UEFA
País membro da UEFA que foi representado em fase de grupos
País membro da UEFA que não foi representado na fase de grupos

A competição começa com uma fase de qualificação para equipes que não recebem entrada direta no torneio propriamente dito. As rodadas de qualificações são divididas entre as equipes qualificadas em virtude de serem campeãs nacionais e as qualificadas do 2º ao 4º no seu campeonato nacional.
O número de equipes que cada associação tem para a competição baseia-se nos coeficientes da UEFA das associações membros. Esses coeficientes são gerados pelos resultados dos clubes que representam cada associação durante as últimas temporadas da Liga dos Campeões e da Liga Europa. Quanto maior o coeficiente de uma associação, mais equipes representam a associação na Liga dos Campeões e menos nas rodadas de qualificação.
Cinco dos sete lugares da qualificação são concedidos aos vencedores de um torneio de quatro turnos entre os restantes 40 ou 39 campeões nacionais, nos quais os campeões de associações com coeficientes mais altos recebem adeus para rodadas posteriores. Os outros dois são concedidos aos vencedores de um torneio de qualificação de três rodadas entre dez a onze clubes das associações classificadas 5-6 a 15, que se qualificaram com base em terminar segundo, terceiro ou quarto em sua respectiva liga nacional.
Além de critérios esportivos, qualquer clube deve ser licenciado por sua associação nacional para participar da Liga dos Campeões. Para obter uma licença, o clube deve atender a determinados requisitos de estádios, infraestrutura e finanças.
Na temporada 2005–06, Liverpool e Petržalka Akadémia se tornaram as primeiras equipas a chegarem à fase de grupos da Liga dos Campeões depois de jogar nas três rodadas de qualificação. Na temporada 2008–09, BATE Borisov e Anorthosis Famagusta alcançaram o mesmo feito. O Real Madrid mantém o recorde de participações consecutivas na fase de grupos, tendo se qualificado 21 vezes seguidas (1997–presente). Eles são seguidos pelo Arsenal em 19 (1998–2016) e Manchester United em 18 (1996–2013).
Entre 2003 e 2008, nenhuma diferenciação foi feita entre campeões e não campeões em qualificação. As 16 maiores equipes classificadas se espalham pelas maiores ligas domésticas qualificadas diretamente para a fase de grupos do torneio. Antes disso, três rodadas preliminares de eliminatórias diminuíram as equipes restantes, com equipes diferentes começando em rodadas diferentes.
Uma exceção ao sistema de qualificação europeu usual aconteceu em 2005, depois que o Liverpool venceu a Liga dos Campeões no ano anterior, mas não terminou em um lugar de qualificação da Liga dos Campeões na Premier League naquela temporada. A UEFA deu uma dispensa especial para o Liverpool entrar na Liga dos Campeões, dando a Inglaterra cinco vagas. A UEFA posteriormente decidiu que o campeão em atividade qualifica-se para a competição no ano seguinte, independentemente da colocação da liga doméstica. No entanto, para as ligas com quatro participantes na Liga dos Campeões, isso significou que, se o vencedor da Liga dos Campeões ficasse fora dos quatro melhores da liga doméstica, seria qualificado à custa da equipe do quarto colocado no campeonato. Até 2015–16, nenhuma associação poderia ter mais de quatro participantes na Liga dos Campeões. Em maio de 2012, o Tottenham terminou em quarto lugar na Premier League de 2011–12, dois lugares à frente do Chelsea, mas não conseguiu se qualificar para a Liga dos Campeões da UEFA de 2012–13, depois que o Chelsea venceu a final de 2012. O Tottenham foi transferido a Liga Europa da UEFA de 2012–13.
Em maio de 2013, foi decidido que, a partir da temporada 2015–16 (e continuando pelo menos para o ciclo de três anos até a temporada 2017–18), os vencedores da Liga Europa da UEFA da temporada anterior se qualificaria para a Liga dos Campeões da UEFA, entrando pelo menos na rodada de play-off e entrando na fase de grupos se a vaga reservada para os titulares dos campeões da Liga dos Campeões não fosse usado. O limite anterior de um máximo de quatro equipes por associação foi aumentado de quatro para cinco, o que significa que uma equipe de quarta posição de uma das três principais associações classificadas só teria que ser transferida para a Liga Europa se alguma equipe do campeonato nacional fosse campeão da Liga dos Campeões.
As quatro principais ligas da Europa tem vagas para quatro equipes na Liga dos Campeões. Michel Platini, o presidente da UEFA, propôs ter um lugar nas três principais ligas e alocá-lo aos vencedores da Copa da Nação. Esta proposta foi rejeitada em uma votação na reunião do Conselho de Estratégia da UEFA. Na mesma reunião, no entanto, foi acordado que a equipe de terceira colocada nas três principais ligas receberia qualificação automática para a fase de grupos, em vez de entrar na terceira rodada de qualificação, enquanto a equipe do quarto colocado entraria no play-off para não campeões, garantindo um oponente de uma das 15 principais ligas da Europa. Isso fazia parte do plano da Platini para aumentar o número de equipes que se qualificavam diretamente na fase de grupos, ao mesmo tempo em que aumentava o número de equipes de países de baixa classificação na fase de grupos.

### Fase de liga e fase eliminatória
A partir da temporada de 2024–25, a UEFA alterou o formato da competição abandonando a antiga fase de grupos com 32 equipes e adotando em seu lugar a fase de liga com 36 equipes. Na fase de liga, todas as equipes são colocadas em uma tabela única de pontos corridos. Cada equipe joga oito partidas contra oito adversários diferentes. Para o sorteio da fase da liga, as equipas são divididas em 4 potes de acordo com o seu coeficiente UEFA. Cada equipe jogará contra duas equipes de cada pote, uma em casa e outra fora.
Ao término das oito rodadas da fase de liga, as equipes são classificadas para a fase eliminatória. As melhores oito equipes da tabela avançam direto para as oitavas de final como cabeças de chave. As equipes do 9.ª à 24.ª colocação na tabela se enfrentam nas pré-eliminatórias para decidirem mais oito equipes para as oitavas de final. Os times abaixo do 25.º lugar são eliminados da competição e não garantem mais acesso para outro torneio europeu na temporada.
Após as pré-eliminatórias, a competição segue o formato tradicional de mata-mata, com oitavas de final, quartas de final, semifinais (ambas em ida e volta) e, por fim, a grande final (em local neutro previamente escolhido).

### Distribuição de vagas
|                                      |                                      | Equipes que entram nesta rodada | Equipes que avançam da rodada anterior                                                                                 |
| ------------------------------------ | ------------------------------------ | --- | --- |
| Primeira qualificatória (32 equipes) | Primeira qualificatória (32 equipes) | - 33 campeões das associações 23–55 (exceto Liechtenstein) | |
| Segunda qualificatória               | Caminho dos Campeões (24 equipes)    | - 8 campeões das associações 15–22 | - 16 vencedores da primeira qualificatória                                                                             |
| Segunda qualificatória               | Caminho da Liga (6 equipes)          | - 6 segundo colocados de associações 10–15 | |
| Terceira qualificatória              | Caminho dos Campeões (12 equipes)    | | - 12 vencedores da segunda qualificatória (Caminho dos Campeões)                                                       |
| Terceira qualificatória              | Caminho da Liga (8 equipes)          | - 3 segundo colocados das associações 7–9 - 1 terceiro colocado da associação 6 - 1 quarto colocado da associação 5 | - 3 vencedores da segunda qualificatória (Caminho da Liga)                                                             |
| Qualificatória final                 | Caminho dos Campeões (10 equipes)    | - 4 campeões de associações 11–14 | - 6 vencedores da terceira qualificatória (Caminho dos Campeões)                                                       |
| Qualificatória final                 | Caminho da Liga (4 equipes)          | | - 4 vencedores da terceira qualificatória (Caminho da Liga)                                                            |
| Fase de liga (36 equipes)            | Fase de liga (36 equipes)            | - Detentores do título da Liga dos Campeões da UEFA - Detentores do título da Liga Europa da UEFA - 10 campeões das associações 1–10 - 6 segundo colocados das associações 1–6 - 5 terceiro colocados das associações 1–5 - 4 quarto colocados das associações 1–4 - 2 equipes de associações com o maior coeficiente em 1 ano | - 5 vencedores da qualificatória final (Caminho dos Campeões) - 2 vencedores da qualificatória final (Caminho da Liga) |

↑UEL : Os detentores da Liga Europa podem ser promovidos para a fase de grupos se o vencedor da Liga dos Campeões se classificarem para a fase de grupos através da sua liga doméstica. Se o vencedor da Liga dos Campeões vierem de uma associação classificada em 13º ou menor e não se qualificaram para a rota não campeã com base em sua performance doméstica, os detentores da Liga Europa entrarão na rodada de play-off para os campeões. A lista de acesso é ajustada de acordo para garantir um máximo de dez equipes na rodada de play-off de cada fluxo.
↑UCL : Se ambos os vencedores da Liga dos Campeões e da Europa League são da mesma associação classificados 1 a 3 e nem se qualificam para a Liga dos Campeões através da sua liga doméstica, a equipe do quarto colocado se qualifica para a Liga Europa.

## Premiação

### Troféus e medalhas

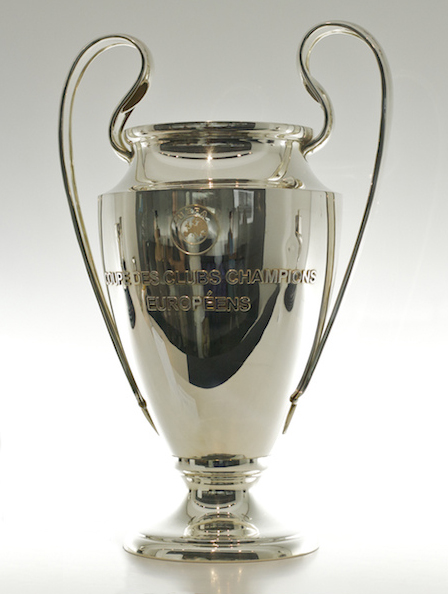
O troféu da Liga dos Campeões da UEFA, introduzido em 1967.

Todos os anos, a equipe vencedora conquista a Taça dos Clubes de Campeões da Europa, cuja versão atual é atribuída desde 1967. Da temporada 1968–69 até a temporada 2008–09, qualquer equipe que tenha vencido a Liga dos Campeões por três anos consecutivos ou cinco vezes no total recebeu o troféu oficial de forma permanente. Cada vez que um clube conseguia isso, um novo troféu oficial tinha que ser forjado para a temporada seguinte. Cinco clubes possuem uma versão do troféu oficial: Real Madrid, Ajax, Bayern de Munique, Milan e Liverpool. Desde 2008, o troféu oficial permanece com a UEFA e os clubes recebem uma réplica.
O troféu atual tem 74 cm de altura e é feito de prata, pesando 11 kg. Foi desenhado por Jürg Stadelmann, joalheiro de Berna, na Suíça, depois que o original foi entregue ao Real Madrid em 1966, em reconhecimento dos seus seis títulos até aquele momento. O troféu custa 10 mil francos suíços.
A partir da temporada 2012–13, 40 medalhas de ouro são cedidas aos vencedores da Liga dos Campeões e 40 medalhas de prata aos vice-campeões.

### Prêmio em dinheiro
A partir de 2024–25, o valor fixo do prêmio em dinheiro pago aos clubes participantes é o seguinte.
- Pré-eliminatória final: 4.290.000 €
- Taxa base para a fase de liga: 18.620.000 €
- Vitória por partida na fase de liga: 2.100.000 €
- Empate por partida no grupo: 700.000 €
- Fase de liga top-8: 2.000.000 €
- Fase de liga 9º-16º: 1.000.000 €
- Play-off fase eliminar: 1.000.000 €
- Oitavas de final: 11.000.000 €
- Quartas de final: 12.500.000 €
- Semifinais: 15.000.000 €
- Vice-campeão: 18.500.000 €
- Campeão: 25.000.000 €

Uma grande parte das receitas distribuídas da Liga dos Campeões da UEFA está ligada ao "market pool" (quota de mídia), cuja distribuição é determinada pelo valor do mercado de televisão em cada país. Para a temporada 2019–20, o Paris Saint-Germain, que foi vice-campeão, ganhou quase 126,8 milhões de euros no total, dos quais 101,3 milhões de euros foram da premiação em dinheiro, em comparação com os 125,46 milhões de euros ganhos pelo Bayern de Munique, que venceu o torneio e recebeu 112,96 milhões de euros da premiação em dinheiro.

## Marca

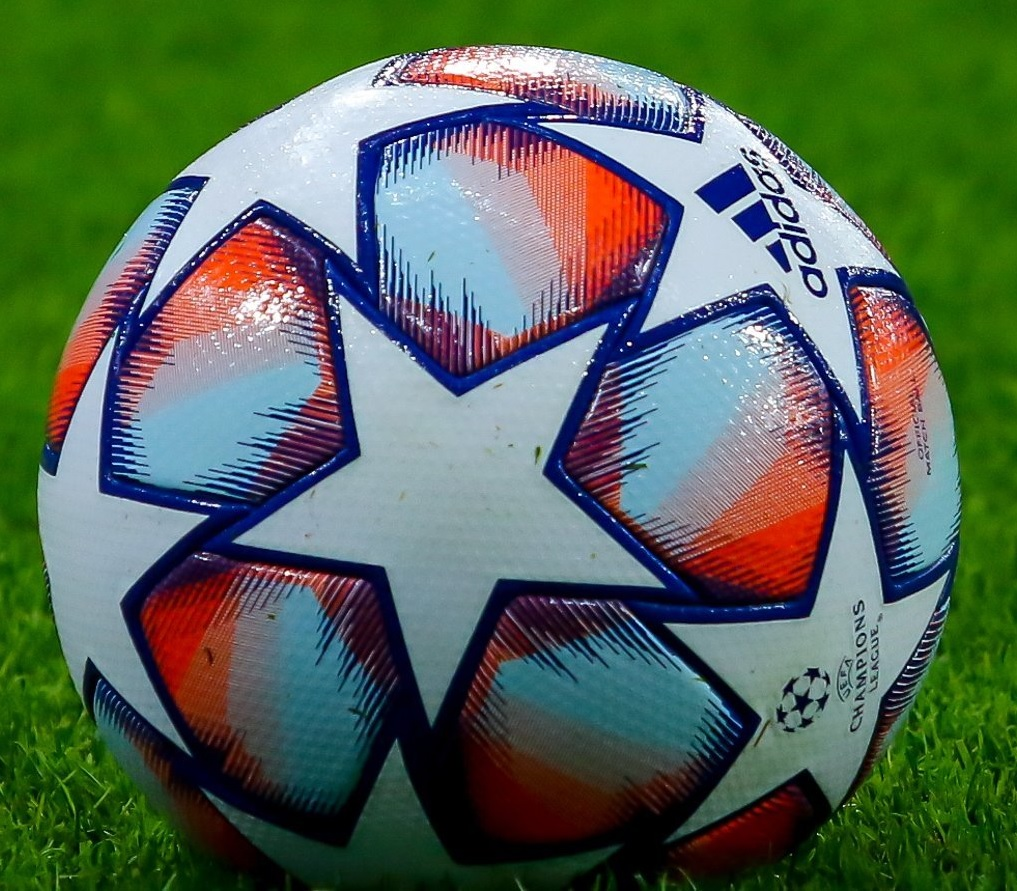
O logotipo "bola estelar" está incorporado ao design da bola oficial da competição, a Adidas Finale.

Em 1991, a UEFA pediu à sua parceira comercial, Television Event and Media Marketing (TEAM), que ajudasse a promover a Liga dos Campeões. Isso resultou no hino, nas "cores da casa" preto e branco ou prata e em um logotipo, e na "bola estelar". A bola estelar foi criada pela Design Bridge, uma empresa com sede em Londres selecionada pela TEAM após uma competição. A TEAM dá atenção especial aos detalhes de como as cores e a bola estelar são representadas nas partidas. De acordo com a TEAM, "Independentemente de ser um espectador em Moscovo ou Milão, verá sempre os mesmos materiais de vestimenta do estádio, a mesma cerimónia de abertura com a cerimónia do círculo central da "bola estelar" e ouvirá o mesmo Hino da Liga dos Campeões da UEFA". Com base na pesquisa realizada, a TEAM concluiu que, em 1999, "o logotipo da bola estelar alcançou uma taxa de reconhecimento de 94% entre os fãs".

## Hino

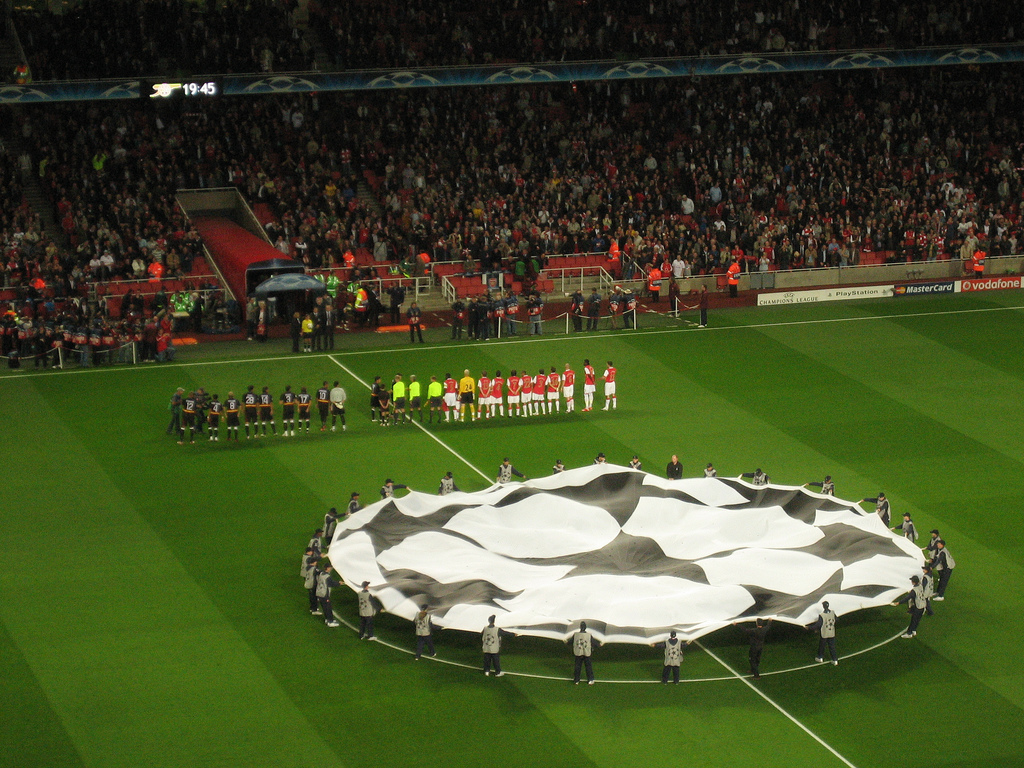
As duas equipas alinham-se para o Hino da Liga dos Campeões da UEFA antes de cada jogo e uma bandeira com o logótipo "bola estelar" da Liga dos Campeões é agitada no círculo central.

O hino da Liga dos Campeões da UEFA,  oficialmente intitulado simplesmente como "Champions League", foi escrito por Tony Britten e é uma adaptação do hino de 1927 de George Frideric Handel, Zadok the Priest (um dos seus hinos da coroação). Em 1992, a UEFA fez o pedido a Britten para organizar um hino, o arranjo foi realizada pela Orquestra Filarmônica Real de Londres e cantada pela Academy of Saint Martin in the Fields. Afirmando que "o hino é agora quase tão icónico como o troféu", o sítio oficial da UEFA acrescenta que é "conhecido por deixar os corações de muitos dos melhores jogadores de futebol do mundo agitados".
O coro contém as três línguas oficiais usadas pela UEFA: inglês, alemão e francês. O momento culminante é marcado pelas exclamações 'Die Meister! Die Besten! Les Grandes Équipes! The Champions'. O coro do hino é tocado antes de cada jogo, bem como no início e no final das transmissões de televisão das partidas. O hino completo tem cerca de três minutos de duração e tem dois versos curtos além do coro.
Na final de 2009 em Roma, o tenor Andrea Bocelli entoou o hino da Liga dos Campeões, no ano seguinte foi a vez de Juan Diego Flórez na final de 2010. A banda All Angels atuou no final de 2011. Jonas Kaufmann foi o tenor da final da Liga dos Campeões da UEFA de 2012, enquanto David Garrett tocava com o violão. O hino nunca foi lançado comercialmente em sua versão original.

## Patrocínio
Como a Copa do Mundo da FIFA, a Liga dos Campeões da UEFA é patrocinada por um grupo de corporações multinacionais, em contraste com o único patrocinador principal, tipicamente encontrado nas ligas nacionais. Quando a Liga dos Campeões foi criada em 1992, foi decidido que um máximo de oito empresas deveriam patrocinar o evento, sendo cada corporação atribuída quatro placas publicitárias ao redor do perímetro do campo, bem como a colocação de logotipos em pré e entrevistas pós-jogo e um certo número de ingressos para cada partida. Isso, combinado com um acordo para garantir que os patrocinadores do torneio tenham prioridade em propagandas de televisão durante as partidas, assegurou que cada um dos patrocinadores principais do torneio recebeu exposição máxima.

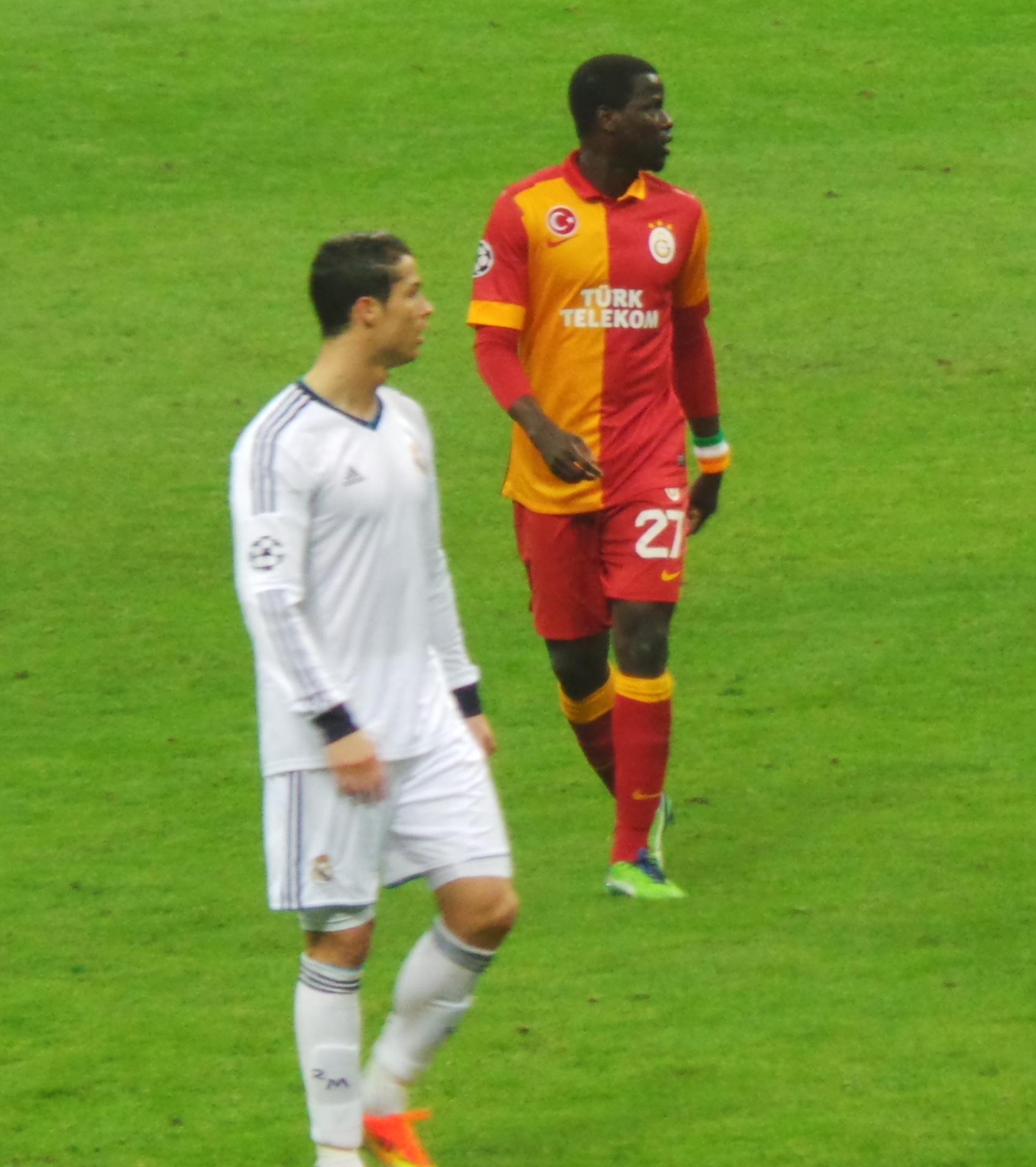
O Real Madrid foi proibido de usar as camisas patrocinadas pela bwin quando jogou contra o Galatasaray, na Turquia, em abril de 2013, onde os anúncios de jogos de apostas são proibidos.

Na fase de mata-mata de 2012–13, a UEFA usou painéis publicitários de LED instalados em estádios, incluindo o estágio final. A partir da temporada de 2015–16, a UEFA usou da rodada de play-off até a final.
Os principais patrocinadores do torneio para o ciclo 2021–24 são:
- FedEx[32]
- Heineken[33]
- Just Eat Takeaway[34]
- MasterCard[35]
- Oppo[36]
- PepsiCo (Pepsi/Pepsi Max, Gatorade e Lay's/Walkers)[37]
- Sony (PlayStation e Xperia)[38]
- Turkish Airlines[39]
- Socios.com (apenas nos Estados Unidos)[40]
- Nissan (apenas na China)[41]

A Adidas é patrocinadora secundária e fornece a bola de partida oficial, a Macron oferece os uniformes dos árbitros assim como para todas as competições da UEFA. O FIFA (série) da EA Sports se tornou um patrocinador secundário como o jogo oficial da Liga dos Campeões a partir da Liga dos Campeões da UEFA de 2018–19.
Os clubes individuais podem usar camisas com publicidade. No entanto, apenas um patrocínio é permitido, além do fabricante do kit (as exceções são feitas para organizações sem fins lucrativos), que podem ser exibidas na frente da camisa, incorporadas com o patrocinador principal ou em seu lugar; ou na parte de trás, abaixo do número do esquadrão ou na área do colarinho.
Se os clubes desempenham uma partida em um país onde a categoria de patrocínio relevante é restrita (como a restrição da publicidade de álcool na França), eles devem remover esse logotipo de suas camisetas.

## Cobertura da mídia
A competição atrai uma grande audiência de televisão, não apenas na Europa, mas em todo o mundo. A final do torneio foi, nos últimos anos, o evento esportivo anual mais assistido no mundo. A final de 2013 foi a final mais vista até agora, atraindo 360 milhões de telespectadores.

### No Brasil
A transmissão da Liga dos Campeões da UEFA começou de maneira tímida no Brasil. Uma vez que, nos anos 70, a Embratel chegasse a disponibilizar sinal de satélite para transmissões da competição, nenhuma emissora de TV na época solicitou à empresa estatal autorização para exibir as partidas devido à então baixa popularidade do certame no país. Coube a TVS do Rio de Janeiro, de propriedade do empresário e apresentador Silvio Santos, realizar a primeira exibição da história da televisão brasileira de uma partida da Champions em maio de 1979: o jogo da final entre Nottingham Forest e Malmö foi mostrado na grade do canal em videotape as 19h30m do horário de Brasília no dia 30 de maio daquele ano.
A primeira transmissão ao vivo de uma partida da UEFA Champions League na TV brasileira só ocorreu em 1984, quando a Rede Globo exibiu às 15h (horário de Brasília) do dia 30 de maio a final do torneio daquele ano entre Liverpool da Inglaterra e Roma da Itália. Desde então, a emissora carioca passou a exibir todas as finais da competição até o ano de 1995, quando decidiu não adquirir mais os direitos de exibição do torneio. Após a desistência da Globo, outros canais começaram a transmitir partidas da Champions naquela década, como a TV Cultura e a extinta Rede Manchete.
Desde a temporada 2003/2004, os direitos de transmissão pertencem à empresa de marketing e mídia TopSports Ventures. As temporadas 2003/2004 e 2004/2005 foram transmitidas pela RedeTV!. Por causa de uma briga judicial envolvendo Topsports e RedeTV!, a temporada 2005/2006, por sua vez, foi transmitida pela Band. A Rede Record transmitiu as temporadas 2006/2007,2007/2008 e 2008/2009 juntamente com a outra emissora do grupo, a Record News.
Com realização de um acordo histórico junto à UEFA, a Rede Globo adquiriu os direitos de transmissão para os jogos de quarta-feira para as temporadas 2009/2010, 2010/2011, 2011/2012 e 2012/2013, sem necessidade de veicular na programação as publicidades dos parceiros da entidade. Em 2011 a emissora renovou seu contrato até a temporada 2014/2015. Antes, a TV Globo só transmitia os jogos a partir das quartas de final, enquanto que os restantes eram exibidos pela Rede Bandeirantes. Os direitos desta temporada também foram comercializados com o Esporte Interativo para transmissão de um jogo de terça-feira, e para a ESPN no sistema de TV fechada.
No dia 21 de novembro de 2014, foi anunciada a compra dos direitos para a TV fechada pelos canais Esporte Interativo, sendo anunciada também a transmissão de todos os jogos, seja na televisão como na internet até a temporada 2017/2018.
A partir da temporada 2016/2017, devido aos altos índices de audiência registrados, a TV Globo começou a transmitir a competição a partir das oitavas de final, independente de data ou horário, podendo transmitir um ou dois jogos por rodada. A transmissão escolhida das oitavas de final foi o jogo da volta entre Paris Saint-Germain e FC Barcelona, partida histórica que ficou conhecida como La Remontada da equipe catalã.
Nas temporadas a partir de 2018/19 até 2020/21 a Turner do Brasil (hoje Warner Bros Discovery Brasil, por meio dos canais TNT, Space e o portal Esporte Interativo Plus, hoje Estádio TNT Sports) renovou para mais estas três temporadas os direitos de transmissão para televisão paga. A novidade fica para a transmissão aberta, que deixa a televisão tradicional (habitualmente as Redes Globo e Bandeirantes) e migra para o streaming Facebook Watch, cujas transmissões ficam a encargo da equipe do Esporte Interativo, atual TNT Sports (que desde o encerramento das transmissões em canais próprios, ainda como Esporte Interativo, utiliza os canais Turner para as transmissões ao vivo e para programas até então presentes nos canais EI).
Em abril de 2021, o SBT adquire os direitos de transmissão em TV aberta para o ciclo de 2021-22 a 2023-24, renovando por sublicenciamento para até 2026-27. Na TV paga, em ambos os triênios, houve a renovação com a TNT Sports, sendo que no triênio 2024-25 a 2026-27 foi incluída a transmissão aberta de pelo menos um jogo por rodada pelo YouTube da faixa.

### Em Portugal
Desde o lançamento do canal, os direitos de transmissão da Liga dos Campeões na televisão paga foram sempre pertencentes à Sport TV, embora Pais do Amaral (em 2011) e a BTV (em 2014) já tenham tentado tirar os direitos de transmissão, mas sem sucesso. Por sua vez, os direitos de transmissão em sinal aberto foram pertencentes à RTP desde a sua primeira edição até 2012, ano em que os direitos para o triénio 2012/2015 foram adquiridos pela TVI, tendo as transmissões começado com o jogo Braga e Udinese. Durante a sua exibição no canal de Queluz de Baixo, as transmissões foram extremamente criticadas por diversas razões, entre as quais a falta de imparcialidade dos comentadores e o facto de o canal emitir os jogos em 4:3. No final de 2014, a estação pública recuperou os direitos da competição de forma controversa, principalmente pelo valor oferecido pela reaquisição dos direitos, o que causou a destituição de Alberto da Ponte. Por outro lado, a reaquisição dos direitos foi bem recebida pelos telespectadores, especialmente pelo facto de os jogos passarem a ser emitidos em 16:9 em sinal aberto e em HD nas plataformas pagas. As transmissões da Liga dos Campeões para o triénio 2015/2018 contam com transmissão em direto na RTP1, na Antena 1 e na RTP Play, tendo sido retomadas com o jogo Sporting CP e CSKA Moscovo.
Desde a época 2018–19 a competição é transmitida em exclusivo num novo canal, a Eleven Sports. A empresa britânica comprou os direitos para TV paga e nenhum canal em sinal aberto fez uma proposta à UEFA por achar os preços demasiado elevados. Contudo, a 20 de julho de 2018 foi anunciado que a TVI iria transmitir um jogo por jornada/mão onde esteja presente pelo menos uma equipa portuguesa, bem como a final, em sinal aberto depois de ter feito um acordo de sublicenciamento com a Eleven Sports, um acordo firmado a 1 de agosto de 2018.

## Campeões
| \| Ano \| Sede da final \| \| Final \| Final \| Final \| \| Semifinalistas[nota 1] \| Semifinalistas[nota 1] \| \| Ano \| Sede da final \| Campeão \| Placar(es) \| Vice-campeão \| \| \| Semifinalistas[nota 1] \| Semifinalistas[nota 1] \| \| ------------------------------------- \| --------------------- \| --------------------- \| ----------------- \| ------------------------ \| ------------------------ \| --------------------- \| ---------------------- \| ---------------------- \| \| 1955–56 Detalhes \| Parc des Princes \| Real Madrid \| 4 – 3 \| Stade Reims \| Milan \| Hibernian \| \| \| \| 1956–57 Detalhes \| Santiago Bernabéu \| Real Madrid \| 2 – 0 \| Fiorentina \| Manchester United \| Estrela Vermelha \| \| \| \| 1957–58 Detalhes \| Heysel \| Real Madrid \| 3 – 2 (pro) \| Milan \| Vasas \| Manchester United \| \| \| \| 1958–59 Detalhes \| Neckarstadion \| Real Madrid \| 2 – 0 \| Stade Reims \| Atlético de Madrid \| Young Boys \| \| \| \| 1959–60 Detalhes \| Hampden Park \| Real Madrid \| 7 – 3 \| Eintracht Frankfurt \| Barcelona \| Rangers \| \| \| \| 1960–61 Detalhes \| Wankdorf \| Benfica \| 3 – 2 \| Barcelona \| Rapid Viena \| Hamburgo \| \| \| \| 1961–62 Detalhes \| Olímpico de Amsterdã \| Benfica \| 5 – 3 \| Real Madrid \| Tottenham \| Standard Liège \| \| \| \| 1962–63 Detalhes \| Wembley \| Milan \| 2 – 1 \| Benfica \| Dundee \| Feyenoord \| \| \| \| 1963–64 Detalhes \| Praterstadion \| Internazionale \| 3 – 1 \| Real Madrid \| Borussia Dortmund \| Zürich \| \| \| \| 1964–65 Detalhes \| Giuseppe Meazza \| Internazionale \| 1 – 0 \| Benfica \| Liverpool \| Győri ETO \| \| \| \| 1965–66 Detalhes \| Heysel \| Real Madrid \| 2 – 1 \| Partizan Belgrado \| Internazionale \| Manchester United \| \| \| \| 1966–67 Detalhes \| Nacional do Jamor \| Celtic \| 2 – 1 \| Internazionale \| Dukla Praga \| CSKA Sófia \| \| \| \| 1967–68 Detalhes \| Wembley \| Manchester United \| 4 – 1 (pro) \| Benfica \| Real Madrid \| Juventus \| \| \| \| 1968–69 Detalhes \| Santiago Bernabéu \| Milan \| 4 – 1 \| Ajax \| Manchester United \| FC Spartak Trnava \| \| \| \| 1969–70 Detalhes \| Giuseppe Meazza \| Feyenoord \| 2 – 1 (pro) \| Celtic \| Légia Varsóvia \| Leeds United \| \| \| \| 1970–71 Detalhes \| Wembley \| Ajax \| 2 – 0 \| Panathinaikos \| Atlético de Madrid \| Estrela Vermelha \| \| \| \| 1971–72 Detalhes \| De Kuip \| Ajax \| 2 – 0 \| Internazionale \| Benfica \| Celtic \| \| \| \| 1972–73 Detalhes \| Estrela Vermelha \| Ajax \| 1 – 0 \| Juventus \| Real Madrid \| Derby County \| \| \| \| 1973–74 Detalhes \| Heysel \| Bayern de Munique \| 1 – 1 (pro) 4 – 0 \| Atlético de Madrid \| Újpest \| Celtic \| \| \| \| 1974–75 Detalhes \| Parc des Princes \| Bayern de Munique \| 2 – 0 \| Leeds United \| Saint-Étienne \| Barcelona \| \| \| \| 1975–76 Detalhes \| Hampden Park \| Bayern de Munique \| 1 – 0 \| Saint-Étienne \| Real Madrid \| PSV Eindhoven \| \| \| \| 1976–77 Detalhes \| Olímpico de Roma \| Liverpool \| 3 – 1 \| Borussia Mönchengladbach \| Zürich \| Dínamo de Kiev \| \| \| \| 1977–78 Detalhes \| Wembley \| Liverpool \| 1 – 0 \| Club Brugge \| Borussia Mönchengladbach \| Juventus \| \| \| \| 1978–79 Detalhes \| Olímpico de Munique \| Nottingham Forest \| 1 – 0 \| Malmö \| Colônia \| Austria Viena \| \| \| \| 1979–80 Detalhes \| Santiago Bernabéu \| Nottingham Forest \| 1 – 0 \| Hamburgo \| Ajax \| Real Madrid \| \| \| \| 1980–81 Detalhes \| Parc des Princes \| Liverpool \| 1 – 0 \| Real Madrid \| Bayern de Munique \| Internazionale \| \| \| \| 1981–82 Detalhes \| De Kuip \| Aston Villa \| 1 – 0 \| Bayern de Munique \| Anderlecht \| CSKA Sófia \| \| \| \| 1982–83 Detalhes \| Olímpico de Atenas \| Hamburgo \| 1 – 0 \| Juventus \| Real Sociedad \| Widzew Łódź \| \| \| \| 1983–84 Detalhes \| Olímpico de Roma \| Liverpool \| 1 – 1 4 – 2 (pen) \| Roma \| Dínamo de Bucareste \| Dundee United \| \| \| \| 1984–85 Detalhes \| Heysel \| Juventus \| 1 – 0 \| Liverpool \| Bordeaux \| Panathinaikos \| \| \| \| 1985–86 Detalhes \| Ramón Sánchez Pizjuán \| Steaua Bucareste \| 0 – 0 2 – 0 (pen) \| Barcelona \| Anderlecht \| Göteborg \| \| \| \| 1986–87 Detalhes \| Praterstadion \| Porto \| 2 – 1 \| Bayern de Munique \| Dínamo de Kiev \| Real Madrid \| \| \| \| 1987–88 Detalhes \| Neckarstadion \| PSV Eindhoven \| 0 – 0 6 – 5 (pen) \| Benfica \| Real Madrid \| Steaua Bucareste \| \| \| \| 1988–89 Detalhes \| Camp Nou \| Milan \| 4 – 0 \| Steaua Bucareste \| Real Madrid \| Galatasaray \| \| \| \| 1989–90 Detalhes \| Praterstadion \| Milan \| 1 – 0 \| Benfica \| Bayern de Munique \| Olympique de Marselha \| \| \| \| 1990–91 Detalhes \| San Nicola \| Estrela Vermelha \| 0 – 0 5 – 3 (pen) \| Olympique de Marselha \| Bayern de Munique \| Spartak Moscou \| \| \| \| 1991–92 Detalhes \| Wembley \| Barcelona \| 1 – 0 (pro) \| Sampdoria \| Sparta Praga \| Estrela Vermelha \| \| \| \| 1992–93 Detalhes \| Olímpico de Munique \| Olympique de Marselha \| 1 – 0 \| Milan \| Rangers \| Göteborg \| \| \| \| 1993–94 Detalhes \| Olímpico de Atenas \| Milan \| 4 – 0 \| Barcelona \| Monaco \| Porto \| \| \| \| 1994–95 Detalhes \| Ernst-Happel \| Ajax \| 1 – 0 \| Milan \| Bayern de Munique \| Paris Saint-Germain \| \| \| \| 1995–96 Detalhes \| Olímpico de Roma \| Juventus \| 1 – 1 4 – 2 (pen) \| Ajax \| Nantes \| Panathinaikos \| \| \| \| 1996–97 Detalhes \| Olímpico de Munique \| Borussia Dortmund \| 3 – 1 \| Juventus \| Manchester United \| Ajax \| \| \| \| 1997–98 Detalhes \| Amsterdam Arena \| Real Madrid \| 1 – 0 \| Juventus \| Borussia Dortmund \| Monaco \| \| \| \| 1998–99 Detalhes \| Camp Nou \| Manchester United \| 2 – 1 \| Bayern de Munique \| Juventus \| Dínamo de Kiev \| \| \| \| 1999–00 Detalhes \| Stade de France \| Real Madrid \| 3 – 0 \| Valencia \| Bayern de Munique \| Barcelona \| \| \| \| 2000–01 Detalhes \| Giuseppe Meazza \| Bayern de Munique \| 1 – 1 5 – 4 (pen) \| Valencia \| Real Madrid \| Leeds United \| \| \| \| 2001–02 Detalhes \| Hampden Park \| Real Madrid \| 2 – 1 \| Bayer Leverkusen \| Barcelona \| Manchester United \| \| \| \| 2002–03 Detalhes \| Old Trafford \| Milan \| 0 – 0 3 – 2 (pen) \| Juventus \| Internazionale \| Real Madrid \| \| \| \| 2003–04 Detalhes \| Veltins-Arena \| Porto \| 3 – 0 \| Monaco \| Deportivo La Coruña \| Chelsea \| \| \| \| 2004–05 Detalhes \| Olímpico Atatürk \| Liverpool \| 3 – 3 3 – 2 (pen) \| Milan \| Chelsea \| PSV Eindhoven \| \| \| \| 2005–06 Detalhes \| Stade de France \| Barcelona \| 2 – 1 \| Arsenal \| Milan \| Villarreal \| \| \| \| 2006–07 Detalhes \| Olímpico de Atenas \| Milan \| 2 – 1 \| Liverpool \| Manchester United \| Chelsea \| \| \| \| 2007–08 Detalhes \| Lujniki \| Manchester United \| 1 – 1 6 – 5 (pen) \| Chelsea \| Barcelona \| Liverpool \| \| \| \| 2008–09 Detalhes \| Olímpico de Roma \| Barcelona \| 2 – 0 \| Manchester United \| Chelsea \| Arsenal \| \| \| \| 2009–10 Detalhes \| Santiago Bernabéu \| Internazionale \| 2 – 0 \| Bayern de Munique \| Barcelona \| Lyon \| \| \| \| 2010–11 Detalhes \| Wembley \| Barcelona \| 3 – 1 \| Manchester United \| Real Madrid \| Schalke 04 \| \| \| \| 2011–12 Detalhes \| Allianz Arena \| Chelsea \| 1 – 1 4 – 3 (pen) \| Bayern de Munique \| Barcelona \| Real Madrid \| \| \| \| 2012–13 Detalhes \| Wembley \| Bayern de Munique \| 2 – 1 \| Borussia Dortmund \| Barcelona \| Real Madrid \| \| \| \| 2013–14 Detalhes \| Estádio da Luz \| Real Madrid \| 4 – 1 (pro) \| Atlético de Madrid \| Bayern de Munique \| Chelsea \| \| \| \| 2014–15 Detalhes \| Olímpico de Berlim \| Barcelona \| 3 – 1 \| Juventus \| Bayern de Munique \| Real Madrid \| \| \| \| 2015–16 Detalhes \| Giuseppe Meazza \| Real Madrid \| 1 – 1 5 – 3 (pen) \| Atlético de Madrid \| Manchester City \| Bayern de Munique \| \| \| \| 2016–17 Detalhes \| Millennium Stadium \| Real Madrid \| 4 – 1 \| Juventus \| Atlético de Madrid \| Monaco \| \| \| \| 2017–18 Detalhes \| Olímpico de Kiev \| Real Madrid \| 3 – 1 \| Liverpool \| Bayern de Munique \| Roma \| \| \| \| 2018–19 Detalhes \| Metropolitano \| Liverpool \| 2 – 0 \| Tottenham \| Barcelona \| Ajax \| \| \| \| 2019–20 Detalhes \| Estádio da Luz \| Bayern de Munique \| 1 – 0 \| Paris Saint-Germain \| Lyon \| RB Leipzig \| \| \| \| 2020–21 Detalhes \| Estádio do Dragão \| Chelsea \| 1 – 0 \| Manchester City \| Real Madrid \| Paris Saint-Germain \| \| \| \| 2021–22 Detalhes \| Stade de France \| Real Madrid \| 1 – 0 \| Liverpool \| Manchester City \| Villarreal \| \| \| \| 2022–23 Detalhes \| Olímpico Atatürk \| Manchester City \| 1 – 0 \| Internazionale \| Real Madrid \| Milan \| \| \| \| 2023–24 Detalhes \| Wembley \| Real Madrid \| 2 – 0 \| Borussia Dortmund \| Bayern de Munique \| Paris Saint-Germain \| \| \| \| 2024–25 Detalhes \| Allianz Arena \| Paris Saint-Germain \| 5 – 0 \| Internazionale \| Arsenal \| Barcelona \| \| \| \| Conquistou o título de forma invicta. \| \| \| \| \| \| \| \| \| |                       |                       |                   |                          |                          |                       |                |                |
| Ano | Sede da final         |                       | Final             | Final                    | Final                    |                       | Semifinalistas | Semifinalistas |
| Ano | Sede da final         | Campeão               | Placar(es)        | Vice-campeão             |                          |                       | Semifinalistas | Semifinalistas |
| 1955–56 Detalhes | Parc des Princes      | Real Madrid           | 4 – 3             | Stade Reims              | Milan                    | Hibernian             |                |                |
| 1956–57 Detalhes | Santiago Bernabéu     | Real Madrid           | 2 – 0             | Fiorentina               | Manchester United        | Estrela Vermelha      |                |                |
| 1957–58 Detalhes | Heysel                | Real Madrid           | 3 – 2 (pro)       | Milan                    | Vasas                    | Manchester United     |                |                |
| 1958–59 Detalhes | Neckarstadion         | Real Madrid           | 2 – 0             | Stade Reims              | Atlético de Madrid       | Young Boys            |                |                |
| 1959–60 Detalhes | Hampden Park          | Real Madrid           | 7 – 3             | Eintracht Frankfurt      | Barcelona                | Rangers               |                |                |
| 1960–61 Detalhes | Wankdorf              | Benfica               | 3 – 2             | Barcelona                | Rapid Viena              | Hamburgo              |                |                |
| 1961–62 Detalhes | Olímpico de Amsterdã  | Benfica               | 5 – 3             | Real Madrid              | Tottenham                | Standard Liège        |                |                |
| 1962–63 Detalhes | Wembley               | Milan                 | 2 – 1             | Benfica                  | Dundee                   | Feyenoord             |                |                |
| 1963–64 Detalhes | Praterstadion         | Internazionale        | 3 – 1             | Real Madrid              | Borussia Dortmund        | Zürich                |                |                |
| 1964–65 Detalhes | Giuseppe Meazza       | Internazionale        | 1 – 0             | Benfica                  | Liverpool                | Győri ETO             |                |                |
| 1965–66 Detalhes | Heysel                | Real Madrid           | 2 – 1             | Partizan Belgrado        | Internazionale           | Manchester United     |                |                |
| 1966–67 Detalhes | Nacional do Jamor     | Celtic                | 2 – 1             | Internazionale           | Dukla Praga              | CSKA Sófia            |                |                |
| 1967–68 Detalhes | Wembley               | Manchester United     | 4 – 1 (pro)       | Benfica                  | Real Madrid              | Juventus              |                |                |
| 1968–69 Detalhes | Santiago Bernabéu     | Milan                 | 4 – 1             | Ajax                     | Manchester United        | FC Spartak Trnava     |                |                |
| 1969–70 Detalhes | Giuseppe Meazza       | Feyenoord             | 2 – 1 (pro)       | Celtic                   | Légia Varsóvia           | Leeds United          |                |                |
| 1970–71 Detalhes | Wembley               | Ajax                  | 2 – 0             | Panathinaikos            | Atlético de Madrid       | Estrela Vermelha      |                |                |
| 1971–72 Detalhes | De Kuip               | Ajax                  | 2 – 0             | Internazionale           | Benfica                  | Celtic                |                |                |
| 1972–73 Detalhes | Estrela Vermelha      | Ajax                  | 1 – 0             | Juventus                 | Real Madrid              | Derby County          |                |                |
| 1973–74 Detalhes | Heysel                | Bayern de Munique     | 1 – 1 (pro) 4 – 0 | Atlético de Madrid       | Újpest                   | Celtic                |                |                |
| 1974–75 Detalhes | Parc des Princes      | Bayern de Munique     | 2 – 0             | Leeds United             | Saint-Étienne            | Barcelona             |                |                |
| 1975–76 Detalhes | Hampden Park          | Bayern de Munique     | 1 – 0             | Saint-Étienne            | Real Madrid              | PSV Eindhoven         |                |                |
| 1976–77 Detalhes | Olímpico de Roma      | Liverpool             | 3 – 1             | Borussia Mönchengladbach | Zürich                   | Dínamo de Kiev        |                |                |
| 1977–78 Detalhes | Wembley               | Liverpool             | 1 – 0             | Club Brugge              | Borussia Mönchengladbach | Juventus              |                |                |
| 1978–79 Detalhes | Olímpico de Munique   | Nottingham Forest     | 1 – 0             | Malmö                    | Colônia                  | Austria Viena         |                |                |
| 1979–80 Detalhes | Santiago Bernabéu     | Nottingham Forest     | 1 – 0             | Hamburgo                 | Ajax                     | Real Madrid           |                |                |
| 1980–81 Detalhes | Parc des Princes      | Liverpool             | 1 – 0             | Real Madrid              | Bayern de Munique        | Internazionale        |                |                |
| 1981–82 Detalhes | De Kuip               | Aston Villa           | 1 – 0             | Bayern de Munique        | Anderlecht               | CSKA Sófia            |                |                |
| 1982–83 Detalhes | Olímpico de Atenas    | Hamburgo              | 1 – 0             | Juventus                 | Real Sociedad            | Widzew Łódź           |                |                |
| 1983–84 Detalhes | Olímpico de Roma      | Liverpool             | 1 – 1 4 – 2 (pen) | Roma                     | Dínamo de Bucareste      | Dundee United         |                |                |
| 1984–85 Detalhes | Heysel                | Juventus              | 1 – 0             | Liverpool                | Bordeaux                 | Panathinaikos         |                |                |
| 1985–86 Detalhes | Ramón Sánchez Pizjuán | Steaua Bucareste      | 0 – 0 2 – 0 (pen) | Barcelona                | Anderlecht               | Göteborg              |                |                |
| 1986–87 Detalhes | Praterstadion         | Porto                 | 2 – 1             | Bayern de Munique        | Dínamo de Kiev           | Real Madrid           |                |                |
| 1987–88 Detalhes | Neckarstadion         | PSV Eindhoven         | 0 – 0 6 – 5 (pen) | Benfica                  | Real Madrid              | Steaua Bucareste      |                |                |
| 1988–89 Detalhes | Camp Nou              | Milan                 | 4 – 0             | Steaua Bucareste         | Real Madrid              | Galatasaray           |                |                |
| 1989–90 Detalhes | Praterstadion         | Milan                 | 1 – 0             | Benfica                  | Bayern de Munique        | Olympique de Marselha |                |                |
| 1990–91 Detalhes | San Nicola            | Estrela Vermelha      | 0 – 0 5 – 3 (pen) | Olympique de Marselha    | Bayern de Munique        | Spartak Moscou        |                |                |
| 1991–92 Detalhes | Wembley               | Barcelona             | 1 – 0 (pro)       | Sampdoria                | Sparta Praga             | Estrela Vermelha      |                |                |
| 1992–93 Detalhes | Olímpico de Munique   | Olympique de Marselha | 1 – 0             | Milan                    | Rangers                  | Göteborg              |                |                |
| 1993–94 Detalhes | Olímpico de Atenas    | Milan                 | 4 – 0             | Barcelona                | Monaco                   | Porto                 |                |                |
| 1994–95 Detalhes | Ernst-Happel          | Ajax                  | 1 – 0             | Milan                    | Bayern de Munique        | Paris Saint-Germain   |                |                |
| 1995–96 Detalhes | Olímpico de Roma      | Juventus              | 1 – 1 4 – 2 (pen) | Ajax                     | Nantes                   | Panathinaikos         |                |                |
| 1996–97 Detalhes | Olímpico de Munique   | Borussia Dortmund     | 3 – 1             | Juventus                 | Manchester United        | Ajax                  |                |                |
| 1997–98 Detalhes | Amsterdam Arena       | Real Madrid           | 1 – 0             | Juventus                 | Borussia Dortmund        | Monaco                |                |                |
| 1998–99 Detalhes | Camp Nou              | Manchester United     | 2 – 1             | Bayern de Munique        | Juventus                 | Dínamo de Kiev        |                |                |
| 1999–00 Detalhes | Stade de France       | Real Madrid           | 3 – 0             | Valencia                 | Bayern de Munique        | Barcelona             |                |                |
| 2000–01 Detalhes | Giuseppe Meazza       | Bayern de Munique     | 1 – 1 5 – 4 (pen) | Valencia                 | Real Madrid              | Leeds United          |                |                |
| 2001–02 Detalhes | Hampden Park          | Real Madrid           | 2 – 1             | Bayer Leverkusen         | Barcelona                | Manchester United     |                |                |
| 2002–03 Detalhes | Old Trafford          | Milan                 | 0 – 0 3 – 2 (pen) | Juventus                 | Internazionale           | Real Madrid           |                |                |
| 2003–04 Detalhes | Veltins-Arena         | Porto                 | 3 – 0             | Monaco                   | Deportivo La Coruña      | Chelsea               |                |                |
| 2004–05 Detalhes | Olímpico Atatürk      | Liverpool             | 3 – 3 3 – 2 (pen) | Milan                    | Chelsea                  | PSV Eindhoven         |                |                |
| 2005–06 Detalhes | Stade de France       | Barcelona             | 2 – 1             | Arsenal                  | Milan                    | Villarreal            |                |                |
| 2006–07 Detalhes | Olímpico de Atenas    | Milan                 | 2 – 1             | Liverpool                | Manchester United        | Chelsea               |                |                |
| 2007–08 Detalhes | Lujniki               | Manchester United     | 1 – 1 6 – 5 (pen) | Chelsea                  | Barcelona                | Liverpool             |                |                |
| 2008–09 Detalhes | Olímpico de Roma      | Barcelona             | 2 – 0             | Manchester United        | Chelsea                  | Arsenal               |                |                |
| 2009–10 Detalhes | Santiago Bernabéu     | Internazionale        | 2 – 0             | Bayern de Munique        | Barcelona                | Lyon                  |                |                |
| 2010–11 Detalhes | Wembley               | Barcelona             | 3 – 1             | Manchester United        | Real Madrid              | Schalke 04            |                |                |
| 2011–12 Detalhes | Allianz Arena         | Chelsea               | 1 – 1 4 – 3 (pen) | Bayern de Munique        | Barcelona                | Real Madrid           |                |                |
| 2012–13 Detalhes | Wembley               | Bayern de Munique     | 2 – 1             | Borussia Dortmund        | Barcelona                | Real Madrid           |                |                |
| 2013–14 Detalhes | Estádio da Luz        | Real Madrid           | 4 – 1 (pro)       | Atlético de Madrid       | Bayern de Munique        | Chelsea               |                |                |
| 2014–15 Detalhes | Olímpico de Berlim    | Barcelona             | 3 – 1             | Juventus                 | Bayern de Munique        | Real Madrid           |                |                |
| 2015–16 Detalhes | Giuseppe Meazza       | Real Madrid           | 1 – 1 5 – 3 (pen) | Atlético de Madrid       | Manchester City          | Bayern de Munique     |                |                |
| 2016–17 Detalhes | Millennium Stadium    | Real Madrid           | 4 – 1             | Juventus                 | Atlético de Madrid       | Monaco                |                |                |
| 2017–18 Detalhes | Olímpico de Kiev      | Real Madrid           | 3 – 1             | Liverpool                | Bayern de Munique        | Roma                  |                |                |
| 2018–19 Detalhes | Metropolitano         | Liverpool             | 2 – 0             | Tottenham                | Barcelona                | Ajax                  |                |                |
| 2019–20 Detalhes | Estádio da Luz        | Bayern de Munique     | 1 – 0             | Paris Saint-Germain      | Lyon                     | RB Leipzig            |                |                |
| 2020–21 Detalhes | Estádio do Dragão     | Chelsea               | 1 – 0             | Manchester City          | Real Madrid              | Paris Saint-Germain   |                |                |
| 2021–22 Detalhes | Stade de France       | Real Madrid           | 1 – 0             | Liverpool                | Manchester City          | Villarreal            |                |                |
| 2022–23 Detalhes | Olímpico Atatürk      | Manchester City       | 1 – 0             | Internazionale           | Real Madrid              | Milan                 |                |                |
| 2023–24 Detalhes | Wembley               | Real Madrid           | 2 – 0             | Borussia Dortmund        | Bayern de Munique        | Paris Saint-Germain   |                |                |
| 2024–25 Detalhes | Allianz Arena         | Paris Saint-Germain   | 5 – 0             | Internazionale           | Arsenal                  | Barcelona             |                |                |
| Conquistou o título de forma invicta. |                       |                       |                   |                          |                          |                       |                |                |

### Por equipa
| Clubes                   | Títulos | Vices                                                              |
| ------------------------ | --- | ------------------------------------------------------------------ |
| Real Madrid              | 15 (1955–56, 1956–57, 1957–58, 1958–59, 1959–60, 1965–66, 1997–98, 1999–00, 2001–02, 2013–14, 2015–16, 2016–17, 2017–18, 2021–22 e 2023–24) | 3 (1961–62, 1963–64 e 1980–81)                                     |
| Milan                    | 7 (1962–63, 1968–69, 1988–89, 1989–90, 1993–94, 2002–03 e 2006–07)                                                                          | 4 (1957–58, 1992–93, 1994–95 e 2004–05)                            |
| Bayern de Munique        | 6 (1973–74, 1974–75, 1975–76, 2000–01, 2012–13 e 2019–20)                                                                                   | 5 (1981–82, 1986–87, 1998–99, 2009–10 e 2011–12)                   |
| Liverpool                | 6 (1976–77, 1977–78, 1980–81, 1983–84, 2004–05 e 2018–19)                                                                                   | 4 (1984–85, 2006–07, 2017–18 e 2021–22)                            |
| Barcelona                | 5 (1991–92, 2005–06, 2008–09, 2010–11 e 2014–15)                                                                                            | 3 (1960–61, 1985–86 e 1993–94)                                     |
| Ajax                     | 4 (1970–71, 1971–72, 1972–73 e 1994–95) | 2 (1968–69 e 1995–96)                                              |
| Internazionale           | 3 (1963–64, 1964–65 e 2009–10) | 4 (1966–67, 1971–72, 2022–23 e 2024–25)                            |
| Manchester United        | 3 (1967–68, 1998–99 e 2007–08) | 2 (2008–09 e 2010–11)                                              |
| Juventus                 | 2 (1984–85 e 1995–96) | 7 (1972–73, 1982–83, 1996–97, 1997–98, 2002–03, 2014–15 e 2016–17) |
| Benfica                  | 2 (1960–61 e 1961–62) | 5 (1962–63, 1964–65, 1967–68, 1987–88 e 1989–90)                   |
| Chelsea                  | 2 (2011–12 e 2020–21) | 1 (2007–08)                                                        |
| Nottingham Forest        | 2 (1978–79 e 1979–80) | 0                                                                  |
| Porto                    | 2 (1986–87 e 2003–04) | 0                                                                  |
| Borussia Dortmund        | 1 (1996–97) | 2 (2012–13 e 2023–24)                                              |
| Celtic                   | 1 (1966–67) | 1 (1969–70)                                                        |
| Hamburgo                 | 1 (1982–83) | 1 (1979–80)                                                        |
| Steaua Bucareste         | 1 (1985–86) | 1 (1988–89)                                                        |
| Olympique de Marseille   | 1 (1992–93) | 1 (1990–91)                                                        |
| Manchester City          | 1 (2022–23) | 1 (2020–21)                                                        |
| Paris Saint-Germain      | 1 (2024–25) | 1 (2019–20)                                                        |
| Feyenoord                | 1 (1969–70) | 0                                                                  |
| Aston Villa              | 1 (1981–82) | 0                                                                  |
| PSV Eindhoven            | 1 (1987–88) | 0                                                                  |
| Estrela Vermelha         | 1 (1990–91) | 0                                                                  |
| Atlético de Madrid       | 0 | 3 (1973–74, 2013–14 e 2015–16)                                     |
| Stade de Reims           | 0 | 2 (1955–56 e 1958–59)                                              |
| Valencia                 | 0 | 2 (1999–00 e 2000–01)                                              |
| Fiorentina               | 0 | 1 (1956–57)                                                        |
| Eintracht Frankfurt      | 0 | 1 (1959–60)                                                        |
| Partizan Belgrado        | 0 | 1 (1965–66)                                                        |
| Panathinaikos            | 0 | 1 (1970–71)                                                        |
| Leeds United             | 0 | 1 (1974–75)                                                        |
| Saint Etienne            | 0 | 1 (1975–76)                                                        |
| Borussia Mönchengladbach | 0 | 1 (1976–77)                                                        |
| Brugge                   | 0 | 1 (1977–78)                                                        |
| Malmö                    | 0 | 1 (1978–79)                                                        |
| Roma                     | 0 | 1 (1983–84)                                                        |
| Sampdoria                | 0 | 1 (1991–92)                                                        |
| Bayer Leverkusen         | 0 | 1 (2001–02)                                                        |
| Monaco                   | 0 | 1 (2003–04)                                                        |
| Arsenal                  | 0 | 1 (2005–06)                                                        |
| Tottenham                | 0 | 1 (2018–19)                                                        |

Campeão invicto

### Por país
Após a vitória do Manchester City, a cidade de Manchester, na Inglaterra, se juntou à cidade de Milão da Itália, como as únicas cidades que ostentam mais de um time campeão da Liga dos Campeões.
| País          | Títulos | Vices | Participações | Clube(s) Campeões | Aprov. |
| ------------- | ------- | ----- | ------------- | ----------------- | ------ |
| Espanha       | 20      | 11    | 31            | 2                 | 64,51% |
| Inglaterra    | 15      | 11    | 26            | 6                 | 57,6%  |
| Itália        | 12      | 18    | 30            | 3                 | 40%    |
| Alemanha      | 8       | 11    | 19            | 3                 | 42,10% |
| Países Baixos | 6       | 2     | 8             | 3                 | 75%    |
| Portugal      | 4       | 5     | 9             | 2                 | 44,4%  |
| França        | 2       | 6     | 8             | 2                 | 25%    |
| Escócia       | 1       | 1     | 2             | 1                 | 50%    |
| Roménia       | 1       | 1     | 2             | 1                 | 50%    |
| Sérvia        | 1       | 1     | 2             | 1                 | 50%    |
| Bélgica       | 0       | 1     | 1             | 0                 | 0%     |
| Grécia        | 0       | 1     | 1             | 0                 | 0%     |
| Suécia        | 0       | 1     | 1             | 0                 | 0%     |

## Recordes e estatísticas

### Locais que mais sediaram finais

#### Por país
| País          | Finais | Cidades                                                   |
| ------------- | ------ | --------------------------------------------------------- |
| Itália        | 9      | Milão (4), Roma (4), Bari (1)                             |
| Inglaterra    | 9      | Londres (8), Manchester (1)                               |
| Alemanha      | 9      | Munique (5), Stuttgart (2), Gelsenkirchen (1), Berlim (1) |
| Espanha       | 8      | Madrid (5), Barcelona (2), Sevilha (1)                    |
| França        | 6      | Paris (3), Saint-Denis (3)                                |
| Bélgica       | 4      | Bruxelas (4)                                              |
| Áustria       | 4      | Viena (4)                                                 |
| Países Baixos | 4      | Roterdã (2), Amsterdã (2)                                 |
| Portugal      | 4      | Lisboa (3), Porto (1)                                     |
| Escócia       | 3      | Glasgow (3)                                               |
| Grécia        | 3      | Atenas (3)                                                |
| Turquia       | 2      | Istambul (2)                                              |
| Iugoslávia    | 1      | Belgrado (1)                                              |
| Suíça         | 1      | Berna (1)                                                 |
| Rússia        | 1      | Moscou (1)                                                |
| País de Gales | 1      | Cardiff (1)                                               |
| Ucrânia       | 1      | Kiev (1)                                                  |
| Hungria       | 1      | Budapeste (1)                                             |

#### Por estádio
| Estádio                    | Finais | Anos                                                                   |
| -------------------------- | ------ | ---------------------------------------------------------------------- |
| Estádio de Wembley         | 8      | 1962–63, 1967–68, 1970–71, 1977–78, 1991–92, 2010–11, 2012–13, 2023–24 |
| San Siro                   | 4      | 1964–65, 1969–70, 2000–01, 2015–16                                     |
| Santiago Bernabéu          | 4      | 1956–57, 1968–69, 1979–80, 2009–10                                     |
| Estádio Rei Balduíno       | 4      | 1957–58, 1965–66, 1973–74, 1984–85                                     |
| Praterstadion              | 4      | 1963–64, 1986–87, 1989–90, 1994–95                                     |
| Olímpico de Roma           | 4      | 1976–77, 1983–84, 1995–96, 2008–09                                     |
| Olímpico de Munique        | 3      | 1978–79, 1992–93, 1996–97                                              |
| Olímpico de Atenas         | 3      | 1982–83, 1993–94, 2006–07                                              |
| Hampden Park               | 3      | 1959–60, 1975–76, 2001–02                                              |
| Stade de France            | 3      | 1999–00, 2005–06, 2021–22                                              |
| Camp Nou                   | 2      | 1988–89, 1998–99                                                       |
| Neckarstadion              | 2      | 1958–59, 1987–88                                                       |
| Estádio De Kuip            | 2      | 1971–72, 1981–82                                                       |
| Estádio da Luz             | 2      | 2013–14, 2019–20                                                       |
| Olímpico Atatürk           | 2      | 2004–05, 2022–23                                                       |
| Allianz Arena              | 2      | 2011–12, 2024–25                                                       |
| Olímpico de Amsterdã       | 1      | 1961–62                                                                |
| Estádio Wankdorf           | 1      | 1960–61                                                                |
| Nacional do Jamor          | 1      | 1966–67                                                                |
| Estrela Vermelha           | 1      | 1972–73                                                                |
| Ramón Sánchez Pizjuán      | 1      | 1985–86                                                                |
| Estádio San Nicola         | 1      | 1990–91                                                                |
| Amsterdam Arena            | 1      | 1997–98                                                                |
| Estádio Old Trafford       | 1      | 2002–03                                                                |
| Arena AufSchalke           | 1      | 2003–04                                                                |
| Estádio Lujniki            | 1      | 2007–08                                                                |
| Estádio Olímpico de Berlim | 1      | 2014–15                                                                |
| Millennium Stadium         | 1      | 2016–17                                                                |
| Olímpico de Kiev           | 1      | 2017–18                                                                |
| Wanda Metropolitano        | 1      | 2018–19                                                                |
| Estádio do Dragão          | 1      | 2020–21                                                                |
| Puskás Aréna               | 1      | 2025–26                                                                |

### Mais partidas
Em negrito, os jogadores ativos na competição na temporada 2024-25
| Jogador           | País          | Jogos | Clube(s)                                               |
| ----------------- | ------------- | ----- | ------------------------------------------------------ |
| Cristiano Ronaldo | Portugal      | 183   | Manchester United (59) Real Madrid (101) Juventus (23) |
| Iker Casillas     | Espanha       | 177   | Real Madrid (150) Porto (27)                           |
| Lionel Messi      | Argentina     | 163   | Barcelona (149) Paris Saint-Germain (14)               |
| Thomas Müller     | Alemanha      | 163   | Bayern de Munique (163)                                |
| Karim Benzema     | França        | 152   | Lyon (19) Real Madrid (133)                            |
| Xavi              | Espanha       | 151   | Barcelona (151)                                        |
| Toni Kroos        | Alemanha      | 151   | Bayern de Munique (41) Real Madrid (110)               |
| Manuel Neuer      | Alemanha      | 150   | Schalke 04 (22) Bayern de Munique (128)                |
| Ryan Giggs        | País de Gales | 145   | Manchester United (145)                                |
| Luka Modrić       | Croácia       | 142   | Tottenham (8) Real Madrid (134)                        |
| Raúl González     | Espanha       | 142   | Real Madrid (130) Schalke 04 (12)                      |
| Sergio Ramos      | Espanha       | 142   | Real Madrid (129) Paris Saint-Germain (8) Sevilla (5)  |

### Artilheiros
Jogadores com mais gols na História da Competição.
| Jogador             | País          | Gols | Clube(s)                                              |
| ------------------- | ------------- | ---- | ----------------------------------------------------- |
| Cristiano Ronaldo   | Portugal      | 141  | Manchester United, Real Madrid, Juventus              |
| Lionel Messi        | Argentina     | 129  | Barcelona, Paris Saint-Germain                        |
| Robert Lewandowski  | Polónia       | 105  | Borussia Dortmund, Bayern de Munique, Barcelona       |
| Karim Benzema       | França        | 90   | Lyon, Real Madrid                                     |
| Raúl González       | Espanha       | 71   | Real Madrid, Schalke 04                               |
| Thomas Müller       | Alemanha      | 57   | Bayern de Munique                                     |
| Ruud van Nistelrooy | Países Baixos | 56   | PSV Eindhoven, Manchester United, Real Madrid         |
| Kylian Mbappé       | França        | 55   | Monaco, Paris Saint-Germain, Real Madrid              |
| Thierry Henry       | França        | 50   | Monaco, Arsenal, Barcelona                            |
| Alfredo Di Stéfano  | Espanha       | 49   | Real Madrid                                           |
| Erling Haaland      | Noruega       | 49   | Red Bull Salzburg, Borussia Dortmund, Manchester City |

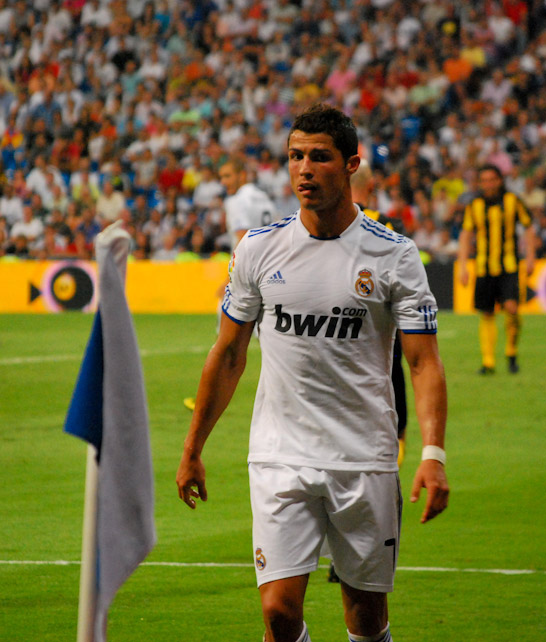
Cristiano Ronaldo, o maior artilheiro da história da Liga dos Campeões

Jogadores com o título de Maior Artilheiro por temporada, na história da Competição.  
| Jogador           | País      | Edições | Clube(s)                       |
| ----------------- | --------- | ------- | ------------------------------ |
| Cristiano Ronaldo | Portugal  | 7       | Manchester United, Real Madrid |
| Lionel Messi      | Argentina | 6       | Barcelona                      |
| Gerd Müller       | Alemanha  | 4       | Bayern de Munique              |

### Mais assistências
| Jogador           | País      | Edições | Clube(s)                                |
| ----------------- | --------- | ------- | --------------------------------------- |
| Cristiano Ronaldo | Portugal  | 42      | Manchester United, Real Madrid          |
| Ángel Di Maria    | Argentina | 41      | Real Madrid Paris Saint-Germain Benfica |
| Lionel Messi      | Argentina | 40      | Barcelona                               |

### Mais títulos

#### Por jogadores
Estes são os vinte e um futebolistas com o maior número de conquistas:
| Jogador               | Títulos | Anos que venceu                                      |
| --------------------- | ------- | ---------------------------------------------------- |
| Francisco Gento       | 6       | 1955–56, 1956–57, 1957–58, 1958–59, 1959–60, 1965–66 |
| Toni Kroos            | 6       | 2012–13, 2015–16, 2016–17, 2017–18, 2021–22, 2023–24 |
| Luka Modrić           | 6       | 2013–14, 2015–16, 2016–17, 2017–18, 2021–22, 2023–24 |
| Daniel Carvajal       | 6       | 2013–14, 2015–16, 2016–17, 2017–18, 2021–22, 2023–24 |
| Nacho Fernández       | 6       | 2013–14, 2015–16, 2016–17, 2017–18, 2021–22, 2023–24 |
| Alfredo Di Stéfano    | 5       | 1955–56, 1956–57, 1957–58, 1958–59, 1959–60          |
| Héctor Rial           | 5       | 1955–56, 1956–57, 1957–58, 1958–59, 1959–60          |
| Juan Alonso           | 5       | 1955–56, 1956–57, 1957–58, 1958–59, 1959–60          |
| Juan Santisteban      | 5       | 1955–56, 1956–57, 1957–58, 1958–59, 1959–60          |
| Marcos Alonso Imaz    | 5       | 1955–56, 1956–57, 1957–58, 1958–59, 1959–60          |
| Enrique Mateos        | 5       | 1955–56, 1956–57, 1957–58, 1958–59, 1959–60          |
| Rafael Lesmes         | 5       | 1955–56, 1956–57, 1957–58, 1958–59, 1959–60          |
| José María Zárraga    | 5       | 1955–56, 1956–57, 1957–58, 1958–59, 1959–60          |
| Paolo Maldini         | 5       | 1988–89, 1989–90, 1993–94, 2002–03, 2006–07          |
| Alessandro Costacurta | 5       | 1988–89, 1989–90, 1993–94, 2002–03, 2006–07          |
| Cristiano Ronaldo     | 5       | 2007–08, 2013–14, 2015–16, 2016–17, 2017–18          |
| Casemiro              | 5       | 2013–14, 2015–16, 2016–17, 2017–18, 2021–22          |
| Marcelo               | 5       | 2013–14, 2015–16, 2016–17, 2017–18, 2021–22          |
| Isco                  | 5       | 2013–14, 2015–16, 2016–17, 2017–18, 2021–22          |
| Karim Benzema         | 5       | 2013–14, 2015–16, 2016–17, 2017–18, 2021–22          |
| Gareth Bale           | 5       | 2013–14, 2015–16, 2016–17, 2017–18, 2021–22          |
| Lucas Vázquez         | 5       | 2015–16, 2016–17, 2017–18, 2021–22, 2023–24          |

#### Por treinadores
| Treinador       | Títulos | Anos que venceu                             |
| --------------- | ------- | ------------------------------------------- |
| Carlo Ancelotti | 5       | 2002–03, 2006–07, 2013–14, 2021–22, 2023–24 |
| Bob Paisley     | 3       | 1976–77, 1977–78, 1980–81                   |
| Josep Guardiola | 3       | 2008–09, 2010–11, 2022–23                   |
| Zinédine Zidane | 3       | 2015–16, 2016–17, 2017–18                   |

 = Treinador que conquistou o feito em sequência.

### Todos os recordes
Cristiano Ronaldo é o atleta com a maior quantidade de recordes quebrados da competição, sendo por isso, considerado amplamente por muitos, o maior jogador da competição.
| Recorde                                          | Jogador                                                                   | Score | Clube(s)                                          |
| ------------------------------------------------ | ------------------------------------------------------------------------- | ----- | ------------------------------------------------- |
| Mais troféus                                     | Francisco Gento, Nacho Fernández, Luka Modrić, Dani Carvajal e Toni Kroos | 6     | Real Madrid, Bayern de Munique                    |
| Maior goleador                                   | Cristiano Ronaldo                                                         | 141   | Manchester United, Real Madrid, Juventus          |
| Maior assistente                                 | Cristiano Ronaldo                                                         | 42    | Manchester United, Real Madrid, Juventus          |
| Mais participações diretas em gols               | Cristiano Ronaldo                                                         | 183   | Manchester United, Real Madrid, Juventus          |
| Maior artilheiro por edições                     | Cristiano Ronaldo                                                         | 7     | Manchester United, Real Madrid                    |
| Mais gols em uma única edição                    | Cristiano Ronaldo                                                         | 17    | Real Madrid                                       |
| Mais gols em um único ano civil                  | Cristiano Ronaldo                                                         | 19    | Real Madrid                                       |
| Mais assistências em uma única edição            | Luís Figo                                                                 | 9     | Barcelona                                         |
| Mais hat-tricks                                  | Cristiano Ronaldo e Lionel Messi                                          | 9     | Real Madrid, Juventus Barcelona                   |
| Mais gols de faltas                              | Cristiano Ronaldo                                                         | 12    | Manchester United, Real Madrid, Juventus          |
| Mais gols de pênaltis marcados                   | Cristiano Ronaldo                                                         | 19    | Manchester United, Real Madrid, Juventus          |
| Maior número de gols em finais                   | Cristiano Ronaldo                                                         | 4     | Manchester United, Real Madrid                    |
| Mais gols em finais diferentes                   | Alfredo Di Stéfano                                                        | 5     | Real Madrid                                       |
| Mais gols em fase de mata mata                   | Cristiano Ronaldo                                                         | 67    | Manchester United, Real Madrid, Juventus          |
| Mais gols em fase de mata mata numa única edição | Cristiano Ronaldo Karim Benzema                                           | 10    | Real Madrid                                       |
| Mais gols em fase de grupos                      | Lionel Messi                                                              | 82    | Barcelona, Paris Saint-Germain                    |
| Mais partidas ganhas                             | Cristiano Ronaldo                                                         | 115   | Manchester United, Real Madrid, Juventus          |
| Mais gols em uma única partida                   | Erling Haaland, Lionel Messi e Luiz Adriano                               | 5     | Manchester City, Barcelona, Shakhtar Donetsk      |
| Mais partidas seguidas de gol                    | Cristiano Ronaldo                                                         | 11    | Real Madrid                                       |
| Mais gols dentro de casa                         | Lionel Messi                                                              | 78    | Barcelona, Paris Saint-Germain                    |
| Mais gols fora de casa                           | Cristiano Ronaldo                                                         | 63    | Manchester United, Real Madrid, Juventus          |
| Mais gols por um único clube                     | Lionel Messi                                                              | 120   | Barcelona                                         |
| Mais vítimas diferentes                          | Lionel Messi                                                              | 40    | Barcelona, Paris Saint-Germain                    |
| Mais gols em diferentes edições                  | Lionel Messi Karim Benzema                                                | 18    | Barcelona, Paris Saint-Germain, Real Madrid, Lyon |
| Maior número de gols contra um único adversário  | Cristiano Ronaldo                                                         | 10    | Manchester United, Real Madrid                    |
| Mais dribles em uma única partida                | Cristiano Ronaldo                                                         | 20    | Manchester United                                 |
| Mais dribles em uma final                        | Cristiano Ronaldo                                                         | 12    | Manchester United                                 |

O jogador Francisco Gento é o jogador com mais troféus históricos da competição e com mais presença em finais, vencendo seis das oito disputadas. Recentemente, na nova edição da Liga dos Campeões da UEFA, após sua reformulação, os jogadores Toni Kroos, Luka Modric, Daniel Carvajal e Nacho Fernández também alcançaram esse patamar.
Cristiano Ronaldo é o jogador que mais participou da competição, sendo 187 jogos disputados, com 115 vitórias, sendo o atleta com mais partidas ganhas. O artilheiro histórico da competição, Cristiano Ronaldo, foi o primeiro jogador a marcar 100 gols na competição. Também é o único jogador a marcar em 11 jogos seguidos da competição, sendo também recorde de partidas seguidas com gols. Em 2017 outro recorde quebrado por Cristiano Ronaldo foi na partida contra o Borussia Dortmund aonde se tornou o primeiro jogador a fazer gols em todos os jogos da fase de grupos da Champions. Cristiano Ronaldo foi amplamente considerado o melhor jogador da competição durante as suas cinco conquistas (2008, 2014, 2016, 2017 e 2018). Na sua última conquista, em 2018, a premiação gerou bastante críticas de diversos jornalistas e telespectadores devido ao facto de Luka Modric ter recebido o prémio de melhor jogador da competição pela UEFA, deixando Ronaldo em segundo lugar, o que gerou muitas controvérsias. No entanto, ele foi considerado o melhor atacante deste ano e, para muitos, o melhor jogador. Ainda assim, detém os recordes de jogador com mais participações na equipa do ano da UEFA e de conquistas do prémio jogador do ano da UEFA.
Jogador histórico mas sem conquistar nenhum título da competição, Zlatan Ibrahimović é o único a ter marcado por seis clubes diferentes na Liga dos Campeões: Ajax, (6 gols em 19 partidas; 2002–03 a 2003–04) Juventus, (3 gols em 19 partidas; 2004–05 a 2005–06) Inter de Milão, (6 gols em 22 partidas; 2006–07 a 2008–09) Barcelona, (4 gols em 10 partidas; 2009–10) Milan, (9 gols em 20 partidas; 2010–11 a 2011–12 e 2021–22), Paris Saint-Germain (20 gols em 33 partidas; 2012–13 a 2015–16).
Já os recordes dos goleiros, temos o Iker Casillas que foi quem mais defendeu pênaltis (sem contar as disputas de pênaltis), defendendo 7 dos 23 pênaltis sofridos e Manuel Neuer, onde defendeu um recorde de cinco pênaltis em disputas de pênaltis, parando dois nas oitavas de final de 2007-08 com o Schalke 04 , dois nas semifinais de 2011-12 e um na final de 2012 com o Bayern de Munique. Manuel Neuer também detém o feito de ser o goleiro com mais jogos sem sofrer gols, somando 58 partidas.
Em toda competição, poucos jogadores ganharam a Champions League por clubes diferentes, sendo eles:
| Jogador           | Posição                                 | Clube(s)                                                                                 |
| ----------------- | --------------------------------------- | ---------------------------------------------------------------------------------------- |
| Ronald Koeman     | Zagueiro                                | PSV Eindhoven (1987–88) e Barcelona (1991–92)                                            |
| Dejan Savićević   | Meio-atacante                           | Estrela Vermelha (1990–91) e Milan (1993–94)                                             |
| Marcel Desailly   | Zagueiro                                | Olympique de Marseille (1992–93) e Milan (1993–94)                                       |
| Frank Rijkaard    | Zagueiro/Volante                        | Milan (1988–89 e 1989–90) e Ajax (1994–95)                                               |
| Vladimir Jugović  | Meio-campista                           | Estrela Vermelha (1990–91) e Juventus (1995–96)                                          |
| Didier Deschamps  | Volante                                 | Olympique de Marseille (1992–93) e Juventus (1995–96)                                    |
| Paulo Sousa       | Meio-campista                           | Juventus (1995–96) e Borussia Dortmund (1996–97)                                         |
| Clarence Seedorf  | Meio-campista                           | Ajax (1994–95), Real Madrid (1997–98) e Milan (2002–03 e 2006–07)                        |
| Fernando Redondo  | Volante                                 | Real Madrid (1997–98 e 1999–00) e Milan (2002–03)                                        |
| Deco              | Meio-campista                           | Porto (2003–04) e Barcelona (2005–06)                                                    |
| Edwin Van Der Sar | Goleiro                                 | Ajax (1994–95) e Manchester United (2007–08)                                             |
| Gerard Piqué      | Zagueiro                                | Manchester United (2007–08) e Barcelona (2008–09, 2010–11 e 2014–15)                     |
| Samuel Eto’o      | Atacante                                | Barcelona (2005–06) e Internazionale (2009–10)                                           |
| Thiago Motta      | Volante                                 | Barcelona (2005–06) e Internazionale (2009–10)                                           |
| Paulo Ferreira    | Lateral-direito                         | Porto (2003–04) e Chelsea (2011–12)                                                      |
| José Bosingwa     | Lateral-direito                         | Porto (2003–04) e Chelsea (2011–12)                                                      |
| Xabi Alonso       | Volante                                 | Liverpool (2004–05) e Real Madrid (2013–14)                                              |
| Cristiano Ronaldo | Ponta-esquerda/Centroavante             | Manchester United (2007–08) e Real Madrid (2013–14, 2015–16, 2016–17 e 2017–18)          |
| Toni Kroos        | Meio-campista                           | Bayern de Munique (2012–13) e Real Madrid (2015–16, 2016–17, 2017–18, 2021–22 e 2023–24) |
| Xherdan Shaqiri   | Meio-campista/Ponta-direita             | Bayern de Munique (2012–13) e Liverpool (2018–19)                                        |
| Thiago Alcântara  | Meio-campista                           | Barcelona (2010–11) e Bayern de Munique (2019–20)                                        |
| Mateo Kovačić     | Meio-campista                           | Real Madrid (2015–16, 2016–17 e 2017–18) e Chelsea (2020–21)                             |
| David Alaba       | Zagueiro/Lateral-esquerdo/Meio-campista | Bayern de Munique (2012–13 e 2019–20) e Real Madrid (2021–22 e 2023–24)                  |
| Antonio Rüdiger   | Zagueiro                                | Chelsea (2020–21) e Real Madrid (2023–24)                                                |
| Marco Asensio     | Ponta/Meio-campista                     | Real Madrid (2016–17, 2017–18 e 2021–22) e Paris Saint-Germain (2024–25)                 |
| Achraf Hakimi     | Lateral-direito                         | Real Madrid (2017–18) e Paris Saint-Germain (2024–25)                                    |
| Lucas Hernández   | Zagueiro/Lateral-esquerdo               | Bayern de Munique (2019–20) e Paris Saint-Germain (2024–25)                              |

O único jogador a conquistar o troféu por 3 clubes diferentes foi Clarence Seedorf: Ajax (1994–95), Real Madrid (1997–98) e Milan (2002–03, 2006–07).
O jogador Paolo Maldini foi o mais velho a conquistar uma Champions e a fazer gol numa final, defendendo o Milan. Já o jogador mais jovem a conquistar foi o Nwankwo Kanu, pelo Ajax. Gol mais rápido da história da competição foi pelo Roy Makaay aos 10,12 segundos, em 2007 na vitória do Bayern em cima do Real Madrid. Além disso, vale destacar entre os artilheiros o alemão Gerd Müller por ser o jogador com maior média de gols da competição com 0,97 gols por jogo, à frente de José Altafini , Ferenc Puskás e Alfredo Di Stéfano com média de 0,86. , 0,85 e 0,84 respectivamente.
Na era moderna da Liga dos Campeões, o Real Madrid liderado por Zidane e protagonizado por Cristiano Ronaldo, foi o único clube a ganhar três títulos consecutivos (2015–16, 2016–17 e 2017–18). O português foi o jogador em que mais disputou finais de Champions na nova geração, foram seis finais, com sua única derrota na final da Liga dos Campeões da UEFA de 2008–09. Nesse período, CR7 quebrou diversos desses recordes apresentados, como por exemplo, foi o primeiro jogador a marcar 100 gols na Champions League com três marcados diante do Bayern de Munique(atualmente, apenas o português e o argentino Lionel Messi atingiram tal marca). Na final contra a Juventus em 2017, considerada melhor defesa da competição, o astro português se tornou o único jogador a marcar em três finais de Champions. Esses feitos fizeram que a competição recebesse o apelido de "UEFA Cristiano Ronaldo League" em sua homenagem.

### Campeões que foram vencedores como jogadores e técnicos
O técnico que mais levantou troféus foi Carlo Ancelotti. O italiano também faz parte da lista daqueles que ganharam a competição tanto como técnicos, tanto como jogadores.

### Miguel Muñoz
Como jogador: Real Madrid (1956, 1957, 1958). Como técnico: Real Madrid (1960, 1966).
Capitão da equipa do Real Madrid que venceu as duas primeiras edições da Taça dos Campeões Europeus (não jogou na final de 1958), Muñoz era o treinador quando os Merengues conquistaram o quinto troféu e mantinha-se no cargo, seis anos mais tarde, quando festejaram a sexta conquista europeia.

### Giovanni Trapattoni
Como jogador: Milan (1963, 1969). Como técnico: Juventus (1985).
O venerável italiano alinhou a médio nas primeiras duas das setes vitórias dos Rossoneri na Taça dos Campeões (a de 1963 diante do Benfica), mas apenas ergueu por uma vez o troféu como treinador, ainda no rescaldo da tragédia de Heysel, em 1985.

### Johan Cruijff
Como jogador: Ajax (1971, 1972, 1973). Como técnico: Barcelona (1992).
Exponente mais reverenciado do “Futebol Total”, Cruyff ajudou o Ajax a vencer três títulos europeus consecutivos, tendo marcado por duas vezes na final de 1972. Como treinador do Barça, o holandês encorajou depois um estilo fluído de jogo semelhante que valeu à equipa o triunfo em 1992.

### Frank Rijkaard
Como jogador: Milan (1989, 1990) e Ajax (1995). Como técnico: Barcelona (2006).
Rijkaard alinhou ao lado de Ancelotti no meio-campo nas finais de 1989 e 1990, tendo marcado o único golo da segunda, frente ao Benfica. Posteriormente alcançou um terceiro título – batendo o Milan na final –, em 1995, antes de levar o Barça à glória em 2006.

### Josep Guardiola
Como jogador: Barcelona (1992). Como técnico: Barcelona (2009, 2011), Manchester City (2023).
Elemento da equipa vencedora de Cruyff em Wembley, em 1992, Guardiola desfrutou de mais sucesso no banco em Camp Nou e conduziu os Blaugrana à glória na UEFA Champions League 12 meses após ter sido nomeado treinador principal, repetindo o feito passados dois anos. Teve de esperar uma década até regressar à final mas terminou a noite desiludido, após o Manchester City perder por 1-0 com o Chelsea em Portugal.

### Zinédine Zidane
Como jogador: Real Madrid (2002). Como técnico: Real Madrid (2016, 2017, 2018).
Como jogador perdeu as finais de 1997 e 1998, ao serviço da Juventus, antes de obter o desejado troféu em 2002, no Real Madrid, marcando um golo memorável frente ao Leverkusen, em Glasgow. Venceu depois a prova três vezes seguidas à frente da antiga equipa na década de 2010, a primeira na sua época de estreia como treinador.

### Carlo Ancelotti
Como jogador: Milan (1989, 1990). Como técnico: Milan (2003, 2007), Real Madrid (2014, 2022, 2024).
Jogador da equipe que conseguiu revalidar a conquista do troféu — a grande formação do Milan de 1989/1990 —, Ancelotti é também o único treinador a ter vencido cinco vezes a Taça dos Campeões.

#### Outros Recordes por Técnicos:
- Carlo Ancelotti venceu um recorde de 116 partidas  na história do torneio. Os únicos outros técnicos a vencer mais de 100 partidas são Pep Guardiola (109)  e Alex Ferguson (107).
- Alex Ferguson detém o recorde de mais aparições por um único clube, com 190 pelo Manchester United .
- Alex Ferguson detém o recorde de mais partidas vencidas por um único clube, com 102 pelo Manchester United.
- Pep Guardiola venceu um recorde de 44 partidas na fase eliminatória.
- Zinedine Zidane detém o recorde de mais vitórias consecutivas em eliminatórias, com doze, todas registradas como técnico do Real Madrid . Sua sequência de eliminatórias começou com uma vitória agregada de 4 a 0 sobre a Roma nas oitavas de final de 2015-16 e continuou até a vitória final de 2018 contra o Liverpool . A sequência o viu ganhar um recorde de três troféus consecutivos. Chegou ao fim quando o Real Madrid foi derrotado por 4 a 2 no agregado pelo Manchester City nas oitavas de final de 2019-20.

### Mais apariçõesEquipe do Ano da UEFA
| Aparições | Jogador           | Clube                                    |
| --------- | ----------------- | ---------------------------------------- |
| 15        | Cristiano Ronaldo | Manchester United, Real Madrid, Juventus |
| 12        | Messi             | Barcelona, Paris Saint-Germain           |
| 9         | Sérgio Ramos      | Real Madrid                              |

### Os gols mais bonitos da competição
O jornal espanhol As realizou uma lista com os dez gols mais bonitos já registrados na Champions League.
O primeiro lugar é de Zinedine Zidane, pelo seu clássico voleio na final da Champions 01-02 contra o Bayer Leverkusen, jogo que acabou com o título do Real Madrid. Zidane acertou um chute de esquerda de primeira, da entrada da área. O passe/cruzamento foi do brasileiro Roberto Carlos. Era a decisão da Liga dos Campeões, que terminou com vitória do Real Madrid por 2 x 1 contra o Bayer Leverkusen. O duelo foi no Hampden Park, em Glasgow, Escócia. Na segunda posição aparece uma bicicleta de fora da área de Mauro Bressan, da Fiorentina, contra o Barcelona, pela fase de grupos em 1999.

E para completar o pódio dos três gols mais bonitos elencados, aparece a bicicleta de Cristiano Ronaldo em cima da poderosa Juventus, contra um dos maiores goleiros da história, Gianluigi Buffon. Cristiano Ronaldo saltou mais de dois metros para fazer um antológico gol de bicicleta quando defendia o Real Madrid. O craque português anotou a pintura na vitória de 3 a 0 sobre a Juventus – que viria a defender meses depois – na ida das quartas de final da Liga dos Campeões 2017/18. O golaço foi aplaudido e reverenciado pelos torcedores rivais. Cristiano Rolando não levou o prêmio Puskas naquele ano, perdendo para o gol de Mohamed Salah em votação aberta, o que gerou muita crítica dos torcedores. Em entrevista, Cristiano Ronaldo admite que este é gol mais bonito de toda sua carreira.
"Eu acho que nunca vi um gol de bicicleta como este. O jeito que eu pulei contra o Buffon (goleiro da Juventus)... provavelmente um dos melhores gols que eu já vi no futebol e não é só porque é o meu gol. Se fosse um outro jogador, eu falaria o mesmo..." 
Em outra ocasião, ainda pela Champions League, o português ganhou seu primeiro e único prêmio Púskas. Em 2009, ainda jogando pelo Manchester United, Cristiano Ronaldo fez um gol explosivo, um chute que atingiu 117 km/h, numa distância perto do meio de campo. Esse golaço garantiu a vitória de seu time em cima do Porto nas quartas de finais da competição. Foi o único gol da Champions League que recebeu o prêmio Púskas.

## Prêmios

### Melhor Jogador da História da Liga dos Campeões da UEFA
Cristiano Ronaldo foi homenageado no dia 29 de agosto de 2024, com uma das mais altas honrarias concedidas pela entidade europeia. A cerimônia ocorreu durante o sorteio da fase de grupos da Champions League 2024/25, no Fórum Grimaldi, em Mônaco. O presidente da UEFA, Aleksander Čeferin, entregou pessoalmente o troféu a Ronaldo, reconhecendo sua contribuição extraordinária para a história do futebol europeu, em especial na Liga dos Campeões.
| Ano  | Jogador           | Posição      | Clube                                    |
| ---- | ----------------- | ------------ | ---------------------------------------- |
| 2024 | Cristiano Ronaldo | Centroavante | Manchester United, Real Madrid, Juventus |

### Melhor Jogador da partida da Liga dos Campeões da UEFA
Na Temporada 2019-20, a UEFA criou uma nova premiação. A partir das oitavas de final o "Melhor Jogador da Partida", foi premiado com um troféu. A UEFA leva em consideração os critérios: Participação em momentos decisivos, maturidade tática, criatividade e inspiração, técnica excepcional e fair play.
| Jogadores                                     | Clube                                | Prêmios |
| --------------------------------------------- | ------------------------------------ | ------- |
| Kylian Mbappé                                 | Real Madrid                          | 12      |
| Kevin De Bruyne                               | Manchester City                      | 10      |
| Vinícius Júnior                               | Real Madrid                          | 9       |
| Antoine Griezmann Jude Bellingham Rafael Leão | Atletico de Madrid Real Madrid Milan | 8       |
| Lautaro Martinez                              | Inter de Milão                       | 7       |

Dados atualizados em 07 de março de 2025.
*Mais de 300 jogadores já foram premiados.
A partir da edição 2021–22, a UEFA introduziu o prêmio de Jogador da Temporada da UEFA Champions League.
O júri é composto pelos treinadores dos clubes que participaram na fase de grupos da competição, bem como por 55 jornalistas selecionados pelo grupo European Sports Media (ESM), um de cada federação membro da UEFA.

### Jogador da Temporada da Liga dos Campeões da UEFA
| Temporada | Jogador         | Posição        | Clube               |
| --------- | --------------- | -------------- | ------------------- |
| 2021–22   | Karim Benzema   | Centroavante   | Real Madrid         |
| 2022–23   | Rodri           | Volante        | Manchester City     |
| 2023–24   | Vinícius Júnior | Ponta-esquerda | Real Madrid         |
| 2024-25   | Ousmane Dembélé | Ponta-direita  | Paris Saint-Germain |

Na mesma temporada, a UEFA também introduziu o prêmio de Jogador Jovem da Temporada da UEFA Champions League.

### Jogador Jovem da Temporada da Liga dos Campeões da UEFA
| Temporada | Jogador               | Posição        | Clube               |
| --------- | --------------------- | -------------- | ------------------- |
| 2021–22   | Vinícius Júnior       | Ponta-esquerda | Real Madrid         |
| 2022–23   | Khvicha Kvaratskhelia | Ponta-esquerda | Napoli              |
| 2023–24   | Jude Bellingham       | Meio-campista  | Real Madrid         |
| 2024-45   | Désiré Doué           | Meio-campista  | Paris Saint-Germain |

## Controvérsias
Algumas edições da Champions League são marcadas por muitas controvérsias e críticas de torcedores em relação aos árbitros. Os jogos que mais levaram suspeitas, com erros ao suficiente para alterarem o resultado dos ganhadores da edição, são listados a seguir.

### Champions League 2008-09, Chelsea x Barcelona
Embora o Chelsea estivesse como mandante e tivesse conseguido segurar o Barcelona no empate sem gols no Camp Nou na ida, o Barcelona foi para a segunda mão como favorito. O jogo começou bem para o Chelsea e aos nove minutos Michael Essien marcou de voleio de pé esquerdo de 20 jardas após o Barcelona não ter conseguido interceptado um passe de Frank Lampard para a área. O primeiro tempo chegou ao fim com o Chelsea vencendo por 1–0. Apesar do domínio da posse de bola do Barcelona, o Chelsea foi o time mais perigoso, principalmente depois que o Eric Abidal foi expulso por falta sobre Nicolas Anelka. O Chelsea poderia ter cobrado quatro pênaltis, mas nenhum foi marcado pelo árbitro norueguês Tom Henning Øvrebø. Um empate aos 93 minutos de Andrés Iniesta - que acabou sendo o único chute a gol do Barcelona na partida - levou sua equipe à final. Uma reclamação no final da partida depois que a bola bateu na mão de Samuel Eto'o, após o chute de Ballack ter acertado Eto'o na área do Barcelona, foi rejeitada pelo árbitro.
Quase assim que o árbitro Øvrebø deu o apito final, vários jogadores do Chelsea o cercaram de reclamações sobre suas decisões. Alguns jogadores, como Frank Lampard e Iniesta, trocaram de camisa,  enquanto outros, como Michael Ballack, John Terry e Didier Drogba, continuaram discutindo com o árbitro, com Drogba gritando notavelmente: "Isso foi uma desgraça " em uma câmera de televisão ao vivo. Kevin McCarra, escrevendo para o The Guardian, descreveu Øvrebø como "relativamente inexperiente" e declarou que "não inspirava nenhuma confiança".
Na análise pós-jogo no Sky Sports 2, os quatro comentaristas foram unânimes em considerar que dos quatro lances de pênalti não assinalados pelo árbitro, três deles deveriam ter sido concedidos, incluindo o puxão de camisa por Eric Abidal contra Didier Drogba quando era contra contra o goleiro, a mão direita do zagueiro do Barcelona Gerard Piqué que impediu a passagem da bola por estar estendida aos 82 minutos, e o bloqueio de braço no último minuto por Eto'o. As três faltas foram cometidas dentro da área. O árbitro Øvrebø admitiu seus erros em 2018 em uma entrevista depois que os dois times se enfrentaram nas oitavas de final da Liga dos Campeões de 2017–18.